# Autobianchi Y10
La Autobianchi Y10 (nota come Lancia Y10 in alcuni paesi europei) è un'autovettura utilitaria italiana prodotta dal 1985 al 1995.

## Nome e marchi commerciali
Per il costruttore Fiat Auto (cioè la società che all'epoca gestisce anche i marchi Autobianchi e Lancia), il modello è ufficialmente indicato dal codice tipo "156"; mentre il nome commerciale - come avvenuto per altri modelli del gruppo - deriva dal suo codice interno di progetto, indicato proprio come "Y10" secondo la nomenclatura in uso al tempo per i modelli Lancia, cui il marchio Autobianchi era ormai integrato dal 1969.
La Y10 è stato l'ultimo modello prodotto nello storico stabilimento Autobianchi di Desio, fino alla chiusura di ques'ultimo avvenuta nel 1992. È stata anche l'ultima automobile commercializzata con il marchio Autobianchi, utilizzato in Italia per tutta la sua carriera, mentre nei mercati esteri invece è stata venduta prevalentemente sotto il marchio Lancia. Fecero eccezione il Giappone e la Francia, per decisione dei rispettivi importatori: JAX - e successivamente Autozam - in Giappone; Chardonnet nel paese transalpino, che mantenne il marchio Autobianchi fino al termine dell'accordo con il gruppo FIAT per la distribuzione dei marchi Lancia e Autobianchi, nel 1989. Passati anche i due marchi sotto la rete della filiale Fiat, da quel momento la Y10 fu venduta come Lancia anche in territorio francese. Anche in Spagna e Portogallo venne utilizzato il marchio Autobianchi fino al 1988, sostituito da Lancia a partire dall'anno successivo. In ogni caso, anche dove commercializzata come Lancia, nei primi periodi di produzione furono utilizzati comunque gli stemmi Autobianchi sulla calandra, i cerchi, il volante, con l'eccezione della targhetta sul portellone, sostituita da quella con il marchio e il nome Lancia.

## Prima serie (1985-1989)

### Caratteristiche
L'Autobianchi Y10 debutta ufficialmente al 55° Salone dell'automobile di Ginevra, tenutosi dal 7 al 17 marzo del 1985. La nuova utilitaria ha il compito di sostituire la A112, presente da quindici anni con successo sul mercato automobilistico nazionale ed internazionale.
Considerando che l'enorme differenza formale fra i due modelli avrebbe potuto disorientare i clienti, il marketing dell'azienda prevede che l'A112 resti in listino, parallelamente alla Y10, fin quasi alla fine del 1986. A mettere in comune la Y10 e la A112 c'è solo il marchio, la tipologia due volumi con due portiere e portellone, nonché la stessa ambizione di proporsi come automobile “di classe” da città, per soddisfare le pretese non soltanto di un pubblico femminile sempre più esigente, ma anche di tutti coloro che vedono l'automobile utilitaria non soltanto come un mezzo con cui destreggiarsi il più agilmente possibile in mezzo al traffico cittadino, ma anche come oggetto appagante in termini di design, prestazioni e comfort.
La Y10 è basata sulla piattaforma della coeva FIAT Panda e quindi ricalca la disposizione dei principali organi meccanici della maggioranza delle vetture utilitarie della sua epoca: trazione anteriore, motore anteriore trasversale con cambio in linea, impianto frenante con dischi all'avantreno e tamburi dietro, sospensioni anteriori a ruote indipendenti con schema MacPherson e braccio a terra negativo; al retrotreno, invece, adotta un nuovo schema che la differenzia dalla FIAT Panda, quanto meno dalla prima serie in produzione in quel momento. Pur rimanendo ad assale rigido, quello della Y10 si distingue per l'originale struttura detta “ad omega”, per via della forma arcuata del braccio tubolare che collega le ruote, ancorato alla scocca da un giunto centrale e da due puntoni longitudinali; la presenza di questi ultimi è legata anche al cambiamento degli elementi elastici, costituiti da molle elicoidali in luogo delle più antiquate balestre utilizzate sulla Panda. La quale adotterà comunque il medesimo assale “ad omega” a partire dall'anno successivo, con la rinnovata serie del 1986 chiamata Supernova. Rispetto alla FIAT Panda, la Y10 si pone comunque su un livello tecnicamente superiore, sottolineato dall'adozione di motori esclusivamente a quattro cilindri a benzina raffreddati ad acqua, di cambio a cinque rapporti di serie su tutte le versioni, così come il servofreno.
Proprio a sottolineare i contenuti tecnici avanzati del nuovo modello, la Y10 viene designata per portare al debutto il motore FIRE (Fully Integrated Robotized Engine), novità in campo motoristico di Fiat Auto e capostipite di una famiglia di propulsori chiave all'interno del gruppo.

### Design
La definizione del progetto Y10 ha richiesto più di tre anni di studi. Per le proposte iniziali, vengono affidati incarichi a Pininfarina, a Italdesign di Giorgetto Giugiaro e al Centro Stile Fiat, che eseguono centinaia di disegni, bozze e modelli in scala reale già dal 1980; alla fine viene prescelto il progetto - attribuito al designer Antonio Piovano - del Centro Stile Fiat, perché meglio rispondente al tema proposto: progettare una vettura destinata ad una particolare utenza "selezionata e d'élite", una vera e propria ammiraglia in miniatura desiderata dalle donne tanto quanto una borsetta firmata e dagli uomini come il loro profumo preferito. Un'automobile che abbia inoltre una identità chiara da collocare inequivocabilmente sotto il marchio Lancia.

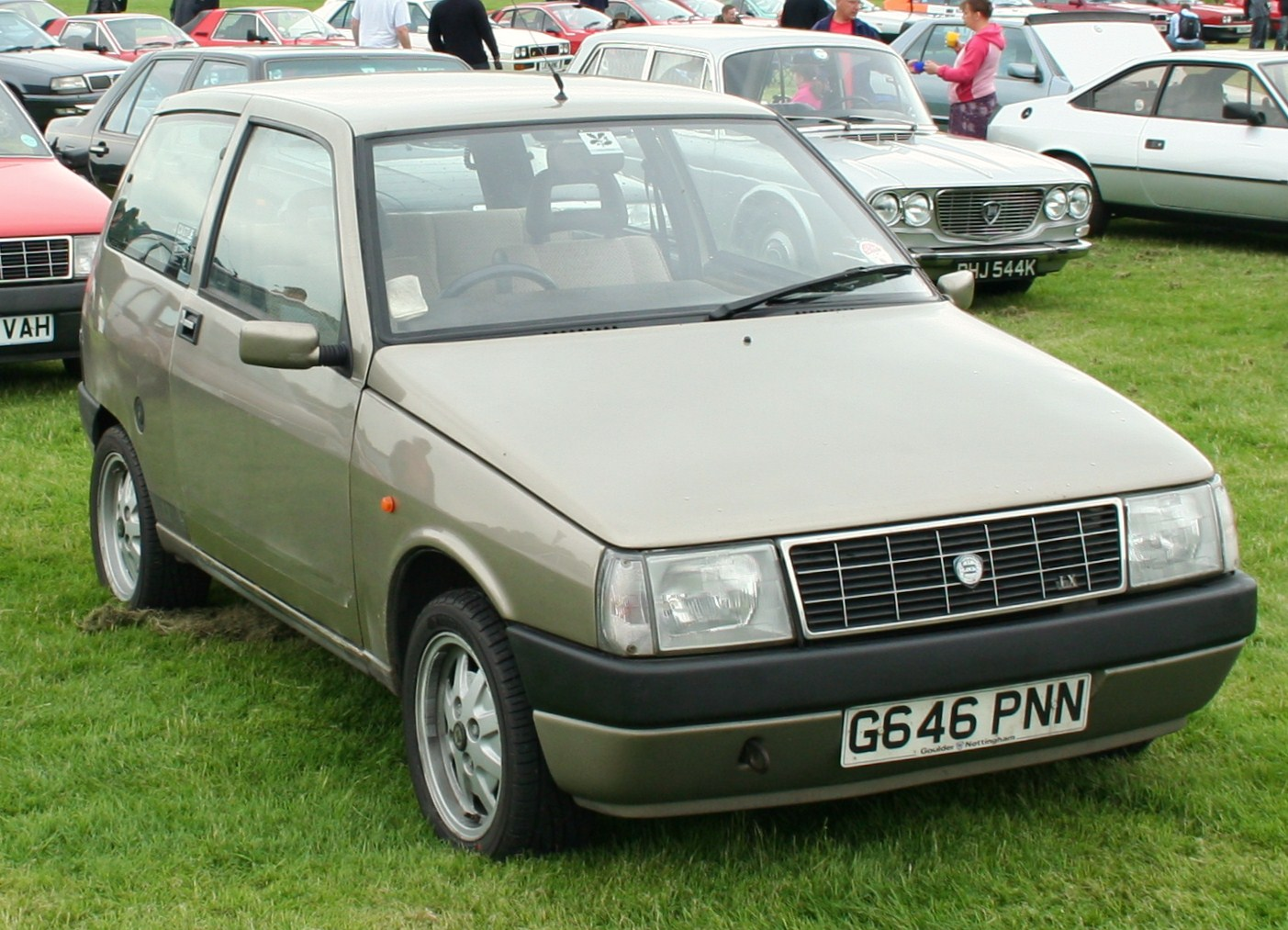
Lancia Y10 in versione con guida a destra per il mercato del Regno Unito

Lo stile di Y10 si distingue per la forma slanciata e dinamica, dalle linee estremamente pulite, con superfici tese e levigate. La carrozzeria, marcatamente a cuneo, è molto aerodinamica (Cx di 0,31), grazie al cofano motore dall'inclinazione accentuata, al parabrezza curvo e anch'esso parecchio inclinato, ai finestrini laterali a filo con la carrozzeria, all'assenza di gocciolatoi, alle maniglie porta incassate, agli scudi paraurti dalla forma avvolgente e realizzati in polipropilene non verniciato ed alla lieve rastrematura del tetto verso la coda. Proprio là dove si trova la più importante novità nel design di Y10, che colpisce il pubblico e la stampa per la sua coda tronca, caratterizzata dal portellone piatto e quasi verticale, con verniciatura in nero satinato, indipendentemente dal colore scelto per la carrozzeria. Data la forma della coda e del portellone stesso, questo è incernierato in modo da renderne più pratica l'apertura e l'accesso al vano bagagli, arretrando il punto di rotazione undici centimetri verso il centro del tetto. I gruppi ottici posteriori sono rimasti, come sulle ultime A112, a sviluppo orizzontale. Davanti, i fari rotondi dell'A112 sono invece rimpiazzati da gruppi ottici lievemente trapezoidali, che insieme alla semplice ed elegante griglia, delineano un frontale molto pulito e di aspetto contemporaneo per i canoni del periodo, soprattutto decisamente in linea con lo stile dei coevi modelli Lancia, in particolare la Lancia Thema presentata pochi mesi prima. Il parabrezza, ora dotato di guarnizione in resina siliconica, è ampio e caratterizzato da un tergicristallo monospazzola, come le altre recenti utilitarie del gruppo (la citata FIAT Panda e la FIAT Uno). La fiancata è caratterizzata da una linea di cintura che segue quella del cofano motore e tende a salire a mano a mano che ci si avvicina alla coda. Assenti, sulla superficie della carrozzeria, nervature evidenti o profili di abbellimento e di protezione; l'unica caratteristica è la presenza della piega, netta ma molto discreta, che corre lungo tutta la fiancata.
Mantenendo la filosofia dell'industria automobilistica italiana dell'epoca riguardo all'impostazione delle vetture di vocazione utilitaria e cittadina, la Y10 è proposta solo con carrozzeria a tre porte, comunque piuttosto ampie per facilitare l'accesso in auto anche ai passeggeri posteriori, ulteriormente agevolati dai sedili anteriori completamente ribaltabili.

### Abitacolo
Anche il progetto degli interni esprime l'obiettivo di distinguere la Y10 come vettura cittadina di lusso, secondo canoni aggiornati al 1985. La plancia è suddivisa in due fasce a sviluppo orizzontale e in alto, sotto un'ampia palpebra di forma rettangolare, raccoglie il cruscotto della strumentazione, tutti i comandi secondari e le ampie e numerose bocchette per la climatizzazione; il volante è a quattro razze su tutti i modelli con clacson al centro e tre levette per i comandi luci e tergicristalli sul piantone; sotto, vari coperchi allineati chiudono i vani per portaoggetti, autoradio, posacenere. Tutta la zona superiore è in materiale plastico disponibile in due tonalità (nero o marrone scuro), mentre nella parte inferiore i vari coperchi sono rivestiti in Alcantara di colore chiaro, che prosegue in continuità sulla fascia superiore dei pannelli delle portiere e riveste per intero anche i fianchetti laterali posteriori. Questi hanno posacenere integrato nel poggiabraccia su entrambi i lati e i pannelli su entrambe le portiere sono dotati di tasche portacarte. Per i sedili viene utilizzato tessuto o Alcantara a seconda degli allestimenti, mentre il pavimento è rivestito in moquette su tutte le versioni, anche nel vano bagagli.
Anche le dotazioni, in particolare quelle a richiesta con sovrapprezzo, sono sopra lo standard del periodo per vetture delle medesime dimensioni. Accanto ad accessori relativamente diffusi come alzacristalli elettrici, chiusura centralizzata, divanetto posteriore sdoppiato, vetri atermici, cerchioni in lega leggera, tettuccio apribile in cristallo ad azionamento manuale, nel listino compaiono opzioni decisamente esclusive come i lavatergifari, i sedili riscaldabili (disponibili solo nei paesi del Nord Europa), i comandi elettrici per l'apertura dei vetri posteriori a compasso (soluzione unica per quei tempi e comunque di rara adozione anche su vetture di categorie superiori e di generazione successiva), oppure un sistema di climatizzazione con comandi elettronici e visualizzazione a LED, di impostazione simile a quello già adottato sulla FIAT Regata. Anche la strumentazione può essere arricchita con il Control System, cioè un sistema di diagnostica con numerose spie addizionali; oppure, sempre come accessorio ma ad un costo decisamente maggiore, è disponibile una sofisticata strumentazione digitale optoelettronica Solid State, comprendente fra l'altro il medesimo Control System, un computer di bordo, il contagiri ed il termometro dell'olio. Rarissima proprio per la sua complessità ed il costo al pubblico, la strumentazione digitale di Y10 è stata antesignana non soltanto per la quantità di informazioni fornite al conducente, ma anche per la sua illuminazione di colore blu, che diverrà un dettaglio di tendenza alla fine del decennio successivo. Per standardizzare la produzione dell'impianto elettrico a poche e definite varianti, alcune delle opzioni citate sono disponibili solamente in combinazioni predefinite; ad esempio l'opzione della strumentazione Solid State include anche i comandi elettrici per vetri anteriori e finestrini posteriori a compasso, la chiusura centralizzata, l'orologio digitale, nonché la climatizzazione a comandi elettronici.

### La gamma 1985
Commercializzata a partire dal 26 marzo 1985, al debutto la Y10 è disponibile in tre versioni, denominate fire, touring e turbo, ciascuna con una motorizzazione distinta. Allestimenti ed estetica sono sostanzialmente identici per le due versioni con motori aspirati, mentre quella con motore sovralimentato si distingue per la caratterizzazione sportiva, comunque discreta. Tutte mostrano il caratteristico portellone verniciato in nero opaco, calandra con bordo e grigliatura cromati, dettagli cromati sulle maniglie delle portiere, indicatori di direzione sia davanti che dietro con trasparente arancione, copricerchi integrali in plastica.

#### Y10 fire
La versione di ingresso della Y10 prende il nome proprio dal motore che porta al debutto, il nuovo quattro cilindri FIRE (codice 156 A2.000), con cilindrata di 999 cm³ e potenza massima di 45 CV a 5000 giri/minuto; un motore molto elastico, poco rumoroso e dai bassi consumi, che le consente di superare i 145 km/h e di accelerare da 0 a 100 km/h in 16 secondi.
Esternamente presenta listelli cromati sulla guarnizione del parabrezza, del lunotto e alla base dei vetri anteriori, mentre all'interno i sedili sono rivestiti in tessuto. La dotazione di serie prevede i fari con lampade alogene, il lunotto termico, il tergilavalunotto, lo specchio retrovisore lato guida con regolazione manuale dall'interno dell'abitacolo, i vetri posteriori a compasso manuali, il portellone con leva per l'apertura dal posto guida, i poggiatesta anteriori fissi (forati e in poliuretano) e le cinture di sicurezza anteriori. La strumentazione di base è dotata di tachimetro, contachilometri totale e parziale, indicatore del livello carburante e termometro del liquido refrigerante, oltre ad una serie di spie; l'intensità dell'illuminazione è regolabile.
È da sottolineare che - ad esclusione di alcune dotazioni esclusive della versione turbo - tutti gli accessori previsti per Y10, anche i più costosi ed esclusivi, sono disponibili già a partire da questa versione base.

#### Y10 touring
Modello intermedio della gamma, questa versione è mossa da un motore di 1049 cm³ con potenza massima di 56 CV a 5850 giri/minuto e coppia motrice massima di 81,4 N·m a 3000 giri/minuto. Le prestazioni sono di conseguenza superiori a quelle del modello base, con una velocità massima di 155 km/h ed un'accelerazione da 0 a 100 km/h in 14,5 secondi. Identificato dal codice 156 A.000, tale motore è sviluppato partendo dal quattro cilindri monoalbero, prodotto in Brasile, che equipaggiava la Fiat 127.
All'esterno questa versione è identica alla Y10 fire, fatta salva la differente targhetta identificativa sul portellone; anche nell'abitacolo sono identiche le dotazioni e gli accessori a richiesta, ad eccezione dei sedili che, anziché in tessuto, sono rivestiti di serie con la medesima Alcantara utilizzata sui pannelli della plancia e delle portiere.

#### Y10 turbo
Si tratta della versione di punta per tecnica e prestazioni, dotata di motore sovralimentato secondo la tendenza del momento. Identificato dal codice 156 A1.000, è una variante del motore da 1049 cm³ della Y10 touring, rispetto al quale si distingue per l'adozione di un carburatore doppio corpo Weber 30/32 DMTR 103/251 e di un turbocompressore IHI con intercooler aria-aria, valvola bypass e valvola termostatica, oltre alle valvole di scarico al sodio, i segmenti dei pistoni speciali, i collettori ad alta resistenza, la pompa carburante elettrica e l'accensione elettronica "Digiplex". In tale configurazione esprime una potenza massima di 85 CV a 5750 giri/minuto e coppia massima di 122,6 N·m a 2750 giri/minuto, permettendo a questa versione di raggiungere i 180 km/h ed accelerare da 0 a 100 km/h in 9,5 secondi. Per gestire adeguatamente tali prestazioni, vengono utilizzati dischi freno anteriori da 240 mm (anziché da 227 mm come delle versioni normali) e sono montati di serie gli pneumatici di larghezza maggiore (misura 155/70 anziché 135 con sezione standard /80).
La Y10 turbo si distingue dalle altre versioni per numerosi dettagli caratteristici: oltre alla targhetta identificativa sul portellone, sulla calandra è presente una piccola scritta cromata "turbo", accompagnata dalla fascia adesiva alla base della fiancata con la scritta "TURBO"; le cromature attorno ai vetri (parabrezza, lunotto, vetri anteriori) sono eliminate, mentre i paraurti hanno un disegno specifico, con fascioni inferiori di disegno diverso e maggiori dimensioni, nonché un profilo decorativo rosso; il paraurti anteriore prevede anche prese d'aria addizionali e la possibilità di alloggiare dei fari supplementari di profondità. In coda si nota invece il terminale di scarico maggiorato e in metallo lucido. All'interno è presente un inedito volante dal disegno più sportivo, assieme a sedili in tessuto, quelli anteriori con profilatura più avvolgente; di serie, la strumentazione prevede l'aggiunta di contagiri, termometro dell'olio e manometro dell'olio nel cruscotto principale, oltre all'indicatore supplementare - installato sopra la bocchetta d'aerazione lato guidatore - per la pressione di sovralimentazione del motore (manometro del turbo). Quando presente la strumentazione Solid State, nella medesima posizione sopra la bocchetta si trovano due indicatori digitali per il manometro dell'olio e del turbo.

### Le aspettative e l'impatto iniziale sul mercato
L'attenzione e l'interesse dimostrati dal pubblico internazionale al Salone di Ginevra, nonché gli apprezzamenti della stampa specializzata, che si riflettono anche nel secondo posto ottenuto al premio Auto dell'anno 1986, fanno sperare che la nuova Y10 possa incontrare il favore della clientela, ma le vendite stentano a decollare nel primo anno.
La campagna pubblicitaria iniziale ha puntato sulla filosofia originale della vettura, i suoi contenuti tecnologici e il design d'avanguardia, ambientandola in un'ipotetica "città del futuro" (questo il messaggio della campagna) con una donna robot dalle forme e movenze sinuose che le fa da madrina. Senza evidentemente riuscire ad avvicinare il pubblico. Oltre alla campagna pubblicitaria, la responsabilità per l'iniziale stallo nelle vendite è da attribuire anche al prezzo di listino, decisamente alto.
Così il produttore decide di cambiare rapidamente strategia commerciale e già nel gennaio del 1986 presenta la nuova gamma.

### La gamma 1986
Grazie ad una revisione di listini ed allestimenti, finalizzati a rendere la Y10 più accessibile, le vendite hanno un impulso positivo. Pur con la delusione degli acquirenti dei primissimi esemplari, che videro i prezzi di listino calare a pochi mesi dal debutto. Nel contempo cambia il messaggio delle campagne pubblicitarie, che pur mantenendo la grafica e l'ambientazione precedente, utilizzano adesso un nuovo messaggio che punta a sottolineare l'unicità del modello.
Tra le dotazioni, oltre ad una differente organizzazione del listino accessori, per tutte le Y10 viene reso disponibile - a richiesta con sovrapprezzo - il volante regolabile in altezza.

#### Y10 fire
La versione d'ingresso, sempre denominata Y10 fire, corrisponde adesso ad un allestimento semplificato con dotazione di serie più scarna, cui corrisponde un prezzo più basso. La lista degli accessori a pagamento viene anch'essa ridotta, eliminando in genere le opzioni più sofisticate.
Esternamente è riconoscibile per via dell'eliminazione delle finiture cromate dalla griglia anteriore, dalle maniglie sulle portiere e dalle guarnizioni dei vetri (parabrezza, lunotto e vetri anteriori), nonché per l'adozione di gruppi ottici posteriori semplificati ed asimmetrici, con una sola luce di retromarcia posta a destra e un solo faro retronebbia posto a sinistra. All'interno cambiano i rivestimenti: vengono eliminati del tutto quelli in Alcantara, sia dalla plancia che dai pannelli laterali (sia davanti che dietro); i sedili adottano un tessuto più semplice, che viene utilizzato anche nella fascia intermedia del fianchetti porta anteriori (in luogo della similpelle); anche la moquette è differente, adesso in tonalità chiara coordinata con le tappezzerie. Sulla plancia sono eliminati anche gli sportelli dei due vani portaoggetti, sia quello lato guida che quello, più grande, davanti al passeggero. Infine, nell'allestimento di questa versione non è più presente la leva per l'apertura dall'interno del portellone bagagli, mentre i fari alogeni divengono un'opzione a pagamento e non più di serie.

#### Y10 fire LX
Tra la Y10 fire e la Y10 touring trova posto ora una nuova versione, la Y10 fire LX. In sostanza è del tutto identica alla precedente versione Y10 fire del 1985, fatta salva la targhetta posteriore e la dotazione di serie che - almeno per il mercato italiano - adesso include i vetri elettrici anteriori, la chiusura centralizzata e la plafoniera con orologio digitale Borletti Vegliaflash e spot di lettura.

#### Y10 touring e Y10 turbo
La Y10 touring e la Y10 turbo, invariate, offrono ora di serie i vetri elettrici anteriori, la chiusura centralizzata e la plafoniera con orologio digitale e spot di lettura.

#### Y10 4WD

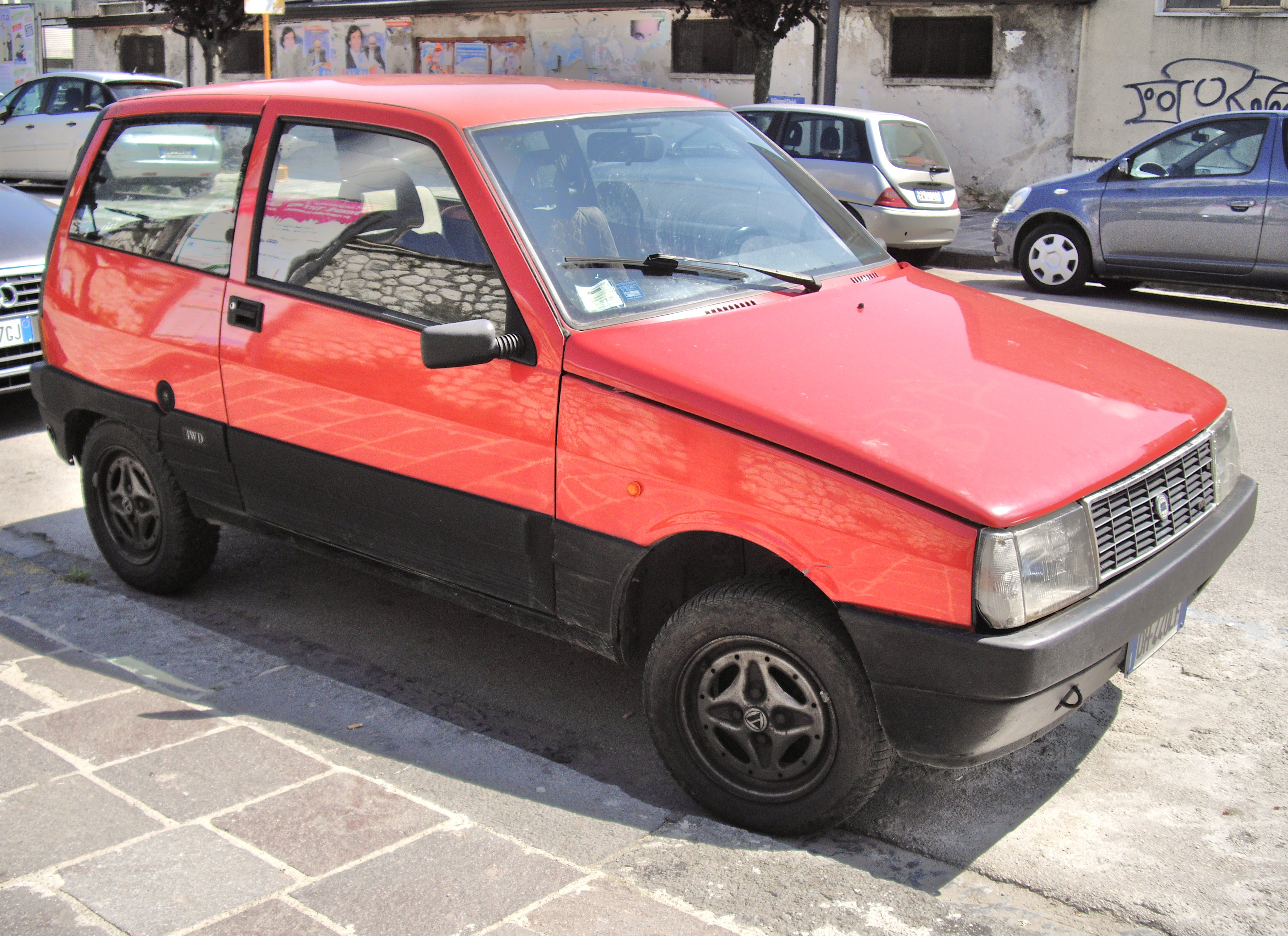
La Y10 in versione 4WD a trazione integrale

Alla fine dello stesso anno la gamma si amplia ulteriormente. Nell'ottobre del 1986, infatti, debutta la versione a trazione integrale inseribile, denominata Y10 4WD (dall'inglese "4 Wheel Drive", cioè 4 ruote motrici).
Questo modello riprende gran parte della meccanica dalla equivalente versione della FIAT Panda, in particolare la nuova serie chiamata "Supernova" introdotta a gennaio del 1986. Della rinnovata FIAT Panda 4x4 viene ripreso il motore, vale a dire una versione specifica (codice 156 A3.000) del motore FIRE, sempre da 999 cm³, ma con potenza incrementata fino a raggiungere i 50 CV a 5500 giri/minuto; simile è anche il retrotreno a ponte rigido con balestre, nonché lo schema generale della trazione integrale. Sulla Y10 4WD, però, l'inserimento e disinserimento della trazione integrale è gestito da un complesso - e modernissimo per l'epoca - sistema elettropneumatico, semplicemente premendo il pulsante dedicato posto a sinistra del cruscotto, a motore acceso e vettura ferma o comunque con velocità inferiore a 55 km/h; qualora il pulsante venga azionato oltre questa velocità, la trazione si inserirebbe solamente rallentando sotto i 55 km/h; inoltre per evitare che accumuli di ghiaccio, fango o neve blocchino il sistema di attuatori di comando della trasmissione, essa si inserisce automaticamente spegnendo il motore. L'intero complesso è concepito inoltre per lasciare fermi albero di trasmissione e semiassi posteriori quando la trazione integrale è disinserita, per limitare i consumi di carburante, la rumorosità e l'usura meccanica. I cambiamenti meccanici hanno comportato l'aumento del passo di quasi due centimetri e la riduzione a 35 litri della capacità del serbatoio del carburante.
La Y10 4WD raggiunge la velocità massima di 145 km/h ed accelera da 0 a 100 km/h in 17,4 secondi.
Oltre che dalla targhetta identificativa "Y10 4WD" sul portellone, è facile riconoscerla dalle altre versioni grazie all'assetto rialzato (l'altezza totale raggiunge i 146 cm), ai fascioni laterali in materiale plastico nero (che fanno aumentare anche la larghezza di 3 cm) e ai paraspruzzi anteriori e posteriori in gomma nera; su quelli dietro campeggia la scritta "4WD" in bianco, che compare anche - in rosso - sulla calandra e sulle protezioni laterali. A distinguerla ulteriormente ci sono i cerchi ruota in acciaio dal disegno specifico, senza alcun coprimozzo, che montano pneumatici invernali asimmetrici Pirelli da 155/70 R13. Come per la Y10 turbo, le cromature sono presenti solo sulla calandra e le maniglie, e non sulle guarnizioni dei vetri. Nell'abitacolo sono adottati il medesimo volante della Y10 turbo oltre a rivestimenti inediti, privi di Alcantara e con un'applicazione leggermente diversa sulla plancia e i pannelli porta. Fa parte della dotazione di serie anche lo specchietto esterno lato passeggero, ma sono opzioni a pagamento i tergilavafari, il tettuccio apribile, i vetri elettrici, la chiusura centralizzata, il sedile posteriore sdoppiato, il volante regolabile in altezza e la strumentazione con Control System, contagiri, termometro e manometro dell'olio (ma non è disponibile l'econometro, il cui alloggiamento è occupato in questa versione dal pulsante per la trazione integrale).

### La collocazione nel mercato e le serie speciali
Nel biennio 1987-88 la piccola Autobianchi diviene sempre più un prodotto maturo, con una precisa collocazione sul mercato, ambita da una clientela molto varia e dalle istanze diversificate. Essa raccoglie ormai i successi attesi, rinforzati da una nuova campagna pubblicitaria lanciata nel 1987 e imperniata attorno allo slogan "Y10. Piace alla gente che piace", che coinvolge numerosi personaggi noti al pubblico italiano. Il marketing Lancia avvia inoltre una strategia ancora poco comune in quegli anni, vale a dire la realizzazione di alcune “serie speciali” legate a marchi commerciali molto noti e con un'immagine forte presso il grande pubblico; sono versioni con caratteristiche e dettagli esclusivi, generalmente limitati all'estetica (sia esterna che nell'abitacolo) e non disponibili sulla gamma normale, sostenute da specifiche e intense campagne pubblicitarie. L'obiettivo è attirare attenzione e insieme associare Y10 all'immagine di successo dei marchi utilizzati, seguendo il concetto della “moda”, legato allo stile di vita del periodo, per rendere anche il prodotto "Y10" in definitiva un oggetto da esibire come vero e proprio “status symbol”.

#### Y10 FILA

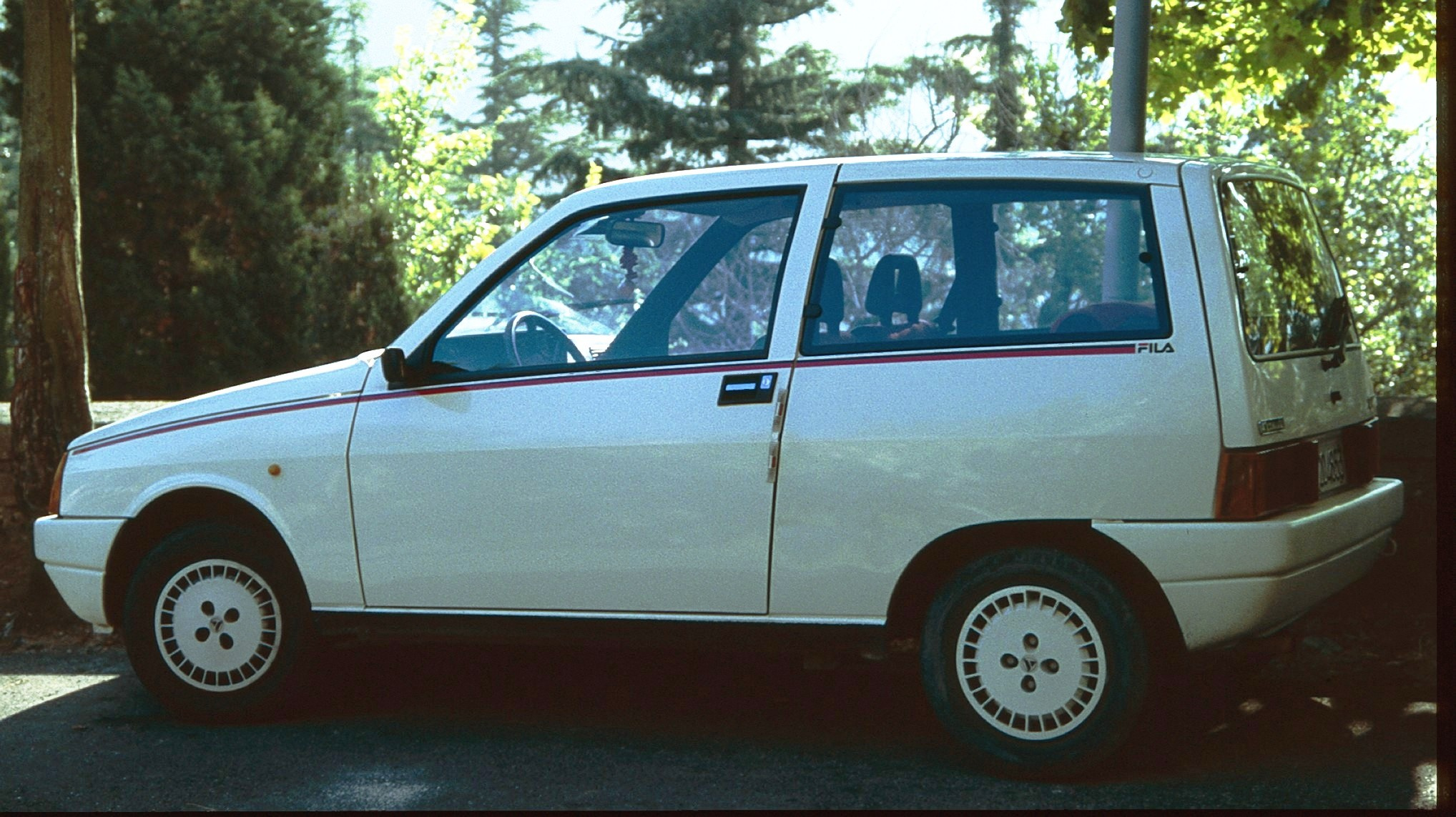
Autobianchi Y10 Fila del 1987

La prima versione speciale a debuttare, nel febbraio del 1987, è la Y10 FILA, firmata dall'omonima azienda biellese di articoli sportivi e per il tempo libero.
Derivata dalla Y10 fire (gamma 1986), di cui mantiene inalterati caratteristiche tecniche e dotazioni, si distingue per la colorazione integrale in bianco: non soltanto la carrozzeria, ma anche il portellone, i paraurti e le coppe ruota. Interrompe la monotonia la sottile striscia adesiva in rosso/blu scuro che corre sotto il cofano e la linea di cintura, culminando verso il portellone con il marchio "FILA" scritto per esteso; all'interno, i sedili ed i pannelli porta sono rivestiti di tessuto rosso, con il logo del marchio inserito sugli schienali dei sedili anteriori; la moquette è grigio scura.
Il successo di questa prima versione speciale, destinata principalmente ad un pubblico giovane e dinamico, viene confermato dalla sua riedizione (talvolta indicata come Fila 2) nel marzo del 1988. Questo secondo lotto vede raddoppiare l'offerta dei colori, con l'introduzione di una versione anche in nero. Su quest'ultima la striscia che corre lungo la fiancata è sempre rossa, ma col filetto superiore e la scritta a contrasto in bianco (anziché blu scuro); identiche alla versione precedente le tappezzerie in rosso; le coppe ruote sono invece quelle grigio chiaro satinato della gamma standard. Anche la versione in bianco porta delle novità, adottando sellerie in celeste brillante e striscia adesiva esterna coordinata, in combinazione celeste/blu scuro.

#### Y10 Martini
La Y10 Martini segue di pochi mesi la prima edizione della Fila ed arriva nelle concessionarie nel giugno del 1987. Realizzata per celebrare il sodalizio sportivo con la Martini Racing, con cui da anni il reparto corse Lancia riscuote successi nelle competizioni, questa versione speciale è una Y10 turbo disponibile nel solo colore bianco, utilizzato anche per i copricerchi (gli stessi della Y10 Fila; i cerchi in lega sono comunque disponibili a richiesta); la fiancata è percorsa da una decalcomania con il tricolore blu-azzurro-rosso della Martini Racing, colori utilizzati anche come sfondo della targhetta identificativa sul portellone (che rimane comunque "Y10 turbo", mentre il nome "Martini" non compare in effetti da nessuna parte). Più significative le differenze all'interno, dove viene utilizzata la plancia senza rivestimenti e sportelli degli allestimenti base, allo stesso modo dei pannelli laterali; i tessuti dei sedili e dei fianchetti porta sono specifici di questo allestimento, con tema a righe negli stessi colori caratteristici del marchio; infine anche la moquette sul pavimento è di un esclusivo azzurro.

#### Y10 MISSONI
Nell'ottobre 1987 viene presentata la Y10 MISSONI, allestimento della Y10 fire LX firmato dal noto stilista Ottavio Missoni (che apparirà anche in alcuni spot televisivi della Y10) e rivolto ad un pubblico raffinato e attento alla moda, prevalentemente femminile, ma non solo. Per la carrozzeria viene scelto un esclusivo ed unico "Blu Memphis" metallizzato (il portellone rimane nero), intonato con i tessuti interni, realizzati in Alcantara nocciola per plancia e pannelli laterali, mentre per i sedili adotta un tessuto “Missonato” in velluto a strisce e la moquette è coordinata col colore esterno; per rendere riconoscibile questa versione speciale, viene applicato un adesivo del marchio "MISSONI" nella parte finale della fiancata, a metà fra la nervatura ed il finestrino posteriore.

#### Y10 CHiC
In realtà, prima ancora del lancio della Y10 FILA, un'altra versione speciale ne ha anticipato alcune caratteristiche già nella seconda metà del 1986. Si tratta della Y10 CHiC, venduta però nel solo mercato della Germania occidentale.
Realizzata sulla base della versione Y10 fire, si caratterizza per l'esclusiva livrea totalmente in bianco, inclusi il portellone e i paraurti, con due filetti sulla fiancata, uno blu scuro e uno rosso più in alto; come detto, l'effetto ricorda molto quello della successiva Y10 FILA, ma le analogie terminano qui, mentre le differenze sono varie, a partire proprio dalle strisce laterali, la distanza tra le quali aumenta avvicinandosi all'estremità posteriore per far spazio alla corposa scritta "CHiC" che vi si interpone. Il medesimo logo è applicato anche sul portellone, appena a sinistra della targhetta identificativa del modello di base Y10 fire. Inoltre una spessa cornice bianca è applicata al bordo della calandra, mentre le ruote sono dotate di serie dei cerchi in lega con pneumatici maggiorati disponibili anche sulle altre versioni. Nessuna variazione specifica è prevista poi all'interno, dove la tappezzeria rimane quella standard, sebbene con l'aggiunta senza sovrapprezzo di alcune dotazioni specifiche (autoradio Blaupunkt SQ 26 con antenna al tetto e 2 altoparlanti).

#### Y10 Avantgarde
Altra versione speciale non venduta in Italia è la Y10 Avantgarde, introdotta a fine 1988 sul mercato tedesco.
Basata sulla Y10 fire LX, si distingue per la verniciatura in nero metallizato (unica disponibile) e la scritta adesiva "Avantgarde" in verde sulla fiancata, oltre che per le dotazioni di serie particolarmente ampie, al vertice della gamma: cerchi in lega con pneumatici maggiorati, tettuccio apribile, selleria in Alcantara, i comandi elettrici per i vetri anteriori e anche per quelli posteriori a compasso, chiusure centralizzate, schienale del sedile posteriore sdoppiato, orologio digitale, specchio retrovisore anche sul lato passeggero, controlli elettronici per la climatizzazione.

### I motori e i modelli "ecologici" per i mercati esteri
Negli anni Ottanta del XX secolo la Svizzera si distingue per l'adozione di norme tra le più avanzate in Europa in materia di riduzione delle emissioni inquinanti dei veicoli. È per tale motivo che anche le Y10 vendute nel paese elvetico si sono distinte fin dal primo anno di commercializzazione per l'adozione di motori in allestimenti specifici per la riduzione delle emissioni:
- il motore delle Y10 Touring vendute nel 1985 sul mercato svizzero ha specifiche adeguate alle norme locali, per cui i valori di potenza e coppia massima risultano di 52,5 CV a 5750 giri/min e 76,5 N·m a 3000 giri/min rispettivamente;
- l'anno seguente, la Y10 Touring viene sostituita nella gamma elvetica dalla Y10 fire LX, che affianca la versione di base Y10 fire; ed entrambe, nell'allestimento per il mercato svizzero, vedono l'applicazione di un convertitore catalitico - a due vie e non regolato - sull'impianto di scarico del motore FIRE 1000 a carburatore. Le specifiche di riferimento cambiano lievemente, e il medesimo allestimento equipaggia anche la versione Y10 4WD che viene presentata nella seconda metà del 1986.

Nell'autunno del 1987 vengono presentate - e poi rese disponibili all'inizio del 1988 - delle nuove motorizzazioni sviluppate per soddisfare o anticipare nuove norme antinquinamento previste in ulteriori mercati esteri europei, oltre alla Svizzera.
Il motore FIRE da 1 litro è declinato in due nuove varianti, disponibili a seconda dei mercati in alternativa al motore standard, per tutti gli allestimenti che lo montano (fire, fire LX e 4WD):
- FIRE 1000 Ecobox: sulla motorizzazione standard a carburatore viene installato il cosiddetto "Ecobox", ovvero un sistema che scalda la miscela aria/benzina nel collettore di aspirazione così da aumentarne la combustione e quindi migliorarne l’efficienza. Le specifiche di questa versione (codice motore 156 A2.048) sono quasi equivalenti a quella normale.
- FIRE 1000 SPI: questo motore (codice 156 A2.246) è l'allestimento conforme alle specifiche USA '83, dotato di iniezione elettronica single point Bosch Mono-Jetronic, convertitore catalico a tre vie con sonda lambda e sistema di recupero dei vapori del carburante. Le specifiche sono simili alla versione normale, con potenza massima sempre di 45 CV, ma a 5250 giri/min. In Svizzera sostituisce completamente la precedente versione con catalizzatore bivalente, mentre in altri paesi sostituisce o affianca gli allestimenti privi di catalizzatore. I modelli che utilizzano questo motore aggiungono alla denominazione la sigla "i.e.", a indicare la presenza dell'iniezione elettronica (fire i.e., fire LX i.e. e 4WD i.e.).

#### Y10 1.3 i.e.
Laddove la Y10 turbo non può essere venduta per ragioni omologative legate alle emissioni inquinanti (Svizzera, Austria), viene commercializzata la nuova versione Y10 1.3 i.e. conforme alle specifiche USA '83.
Tale modello è equipaggiato con un motore aspirato di 1.297 cm³, sempre della famiglia di produzione brasiliana; si tratta di una nuova unità (codice 146 A5.046), con accensione elettronica Digiplex II e cut-off integrato, nonché iniezione elettronica multi point Bosch L3-Jetronic; l'impianto di scarico è dotato di catalizzatore trivalente con sonda lambda riscaldata, sistema di ricircolo dei gas di scarico (EGR) e di recupero dei vapori del carburante. Le prestazioni dichiarate sono di una potenza massima di 72 CV a 5750 giri/min, velocità massima superiore a 170 km/h e accelerazione da 0 a 1000 m in 34,5 secondi.
Per il resto, l'allestimento sia esterno che interno è equivalente alla versione turbo, fatta eccezione per la targhetta sul portellone "Y10 1.3 i.e." e gli adesivi laterali recanti la scritta "injection". A richiesta sono disponibili i rivestimenti dei sedili in Alcantara.

## Seconda serie (1989-1992)
Nel febbraio del 1989 l'Autobianchi presenta la seconda serie della Y10, caratterizzata da leggeri ritocchi sia all'esterno che nell'abitacolo, ed interessata da importanti modifiche nelle motorizzazioni. La sua pubblicità televisiva di lancio in Italia recita “Il privilegio di evolversi, restando se stessi”.
Tutti i modelli hanno ora indicatori di direzione anteriori bianchi e gruppi ottici posteriori (simmetrici ed ora uguali per tutte le versioni) in tonalità bicolore: doppia luce di retromarcia di color fumé, doppio proiettore retronebbia di colore rosso, luci di posizione e stop (a doppio filamento) in rosso ed indicatori di direzione fumé. Scompaiono quindi, seguendo una tendenza tipica del periodo, gli indicatori di direzione con il trasparente di colore giallo ambra, sia davanti che dietro. Ad esclusione della versione base, diventano disponibili (di serie o con sovrapprezzo a seconda degli allestimenti) i proiettori fendinebbia integrati nel fascione inferiore del paraurti davanti. Vengono anche adottati nuovi copricerchi (versione 4WD esclusa), così come gli eventuali cerchioni in lega disponibili a richiesta hanno un nuovo disegno. Sono invece eliminati su tutta la gamma gli eventuali profili cromati attorno alle vetrature.
Nell'abitacolo è stato modificato lo schienale del divanetto posteriore, a vantaggio della capacità di carico del bagagliaio, rendendolo più verticale e meno imbottito. Cambiamenti anche per i pannelli laterali: quelli delle portiere, quando presenti gli alzacristalli elettrici (optional su Y10 fire), hanno nuove tasche portaoggetti rigide posizionate più in alto, nella fascia centrale del pannello sotto il poggiabraccia, e che ospitano anche i pulsanti per i vetri anteriori e la predisposizione per gli altoparlanti.  Il rivestimento in Alcantara sui fianchetti laterali posteriori viene rimosso su tutta la gamma e cambia anche la posizione dei posacenere. Tutte le versioni hanno nuovi tessuti di rivestimento dei sedili e il volante regolabile in altezza di serie (ad esclusione della versione base, per la quale rimane a pagamento). Tra gli accessori a richiesta, diventano disponibili anche nuove dotazioni quali l'attacco delle cinture di sicurezza anteriori regolabile in altezza, il telecomando per la chiusura centralizzata delle porte e la regolazione elettrica dell'assetto fari anteriori. Restano sulla plancetta sopra il posacenere i pulsanti degli eventuali vetri posteriori a compasso a comando elettrico, mentre lo spazio lasciato libero dai pulsanti per i vetri anteriori viene occupato da quelli per il riscaldamento dei sedili anteriori (la cui disponibilità rimane limitata ad alcuni mercati nordici).
La strumentazione adotta una nuova grafica, ma non è più disponibile la versione digitale Solid State. L'impianto di climatizzazione interna prevede ora anche la funzione di ricircolo (sebbene ne rimangano escluse le bocchette laterali che restano per sola aria dinamica non climatizzata); a richiesta un nuovo sistema di climatizzazione a controllo elettronico, stavolta con visualizzazione su display LCD della temperatura impostata e funzione “auto” per la gestione dei flussi, ma sempre privo di condizionatore d'aria.
Della precedente gamma sopravvive soltanto la Y10 fire, mentre tutte le altre versioni escono di produzione e con esse anche il motore da 1050 cm³, sia nella versione aspirata che turbocompressa. A livello meccanico sono stati modificati gli attacchi della sospensione posteriore con l'obiettivo di migliorare l'assorbimento.

### La nuova gamma

#### Y10 fire
Oltre alle modifiche generali della nuova serie, la Y10 fire adotta ora una nuova griglia radiatore, abbellita con la cornice esterna in acciaio inox, ma con la griglia a tinta unica, cioè priva delle riquadrature cromate. All'interno la plancia resta del tipo più economico, cioè priva degli sportelli su vani e cassetti.
Per quanto concerne il FIRE 999 cm³, esso venne reso compatibile all'utilizzo con benzine senza piombo a 95 R.O.N. tramite leggera diminuzione del rapporto di compressione (da 9,8 a 9,5) e una diversa taratura dell'anticipo di accensione; secondo recensioni dell'epoca, il motore risulta così meno brillante, meno elastico e meno gradevole da guidare; inoltre, superate certe velocità, la rivista Quattroruote riscontra dei consumi di carburante addirittura superiori a quelli del motore da 1108 cm³.
In alcuni mercati (ad esempio la Germania), è utilizzata la stessa unità con dispositivo "Ecobox" già in uso nella serie precedente.

#### Y10 fire i.e.
Nei paesi dove è richiesto il catalizzatore (in Svizzera e in altri paesi del Nord Europa), in luogo del motore a carburatore, la versione di base della gamma è dotata del motore FIRE 1000 SPI a iniezione elettronica introdotto nel 1987 con la serie precedente.

#### Y10 fire LX i.e.
La nuova Y10 fire LX i.e. si riconosce esternamente per la fascia inferiore dei paraurti verniciata nello stesso colore della carrozzeria; per la striscia adesiva, con sigla d'identificazione "LX", che percorre tutto il bordo inferiore della fiancata; per la scritta cromata "LX" sulla calandra; per il terminale di scarico cromato. Internamente adotta un nuovo volante (sempre a quattro razze), mentre plancia e pannelli porte sono sempre rivestiti in Alcantara di serie; nuovo il tessuto dei sedili, con la selleria in Alcantara disponibile a richiesta.
La novità principale è costituita però dal motore, sostituito ora dal FIRE di 1108 cm³ che ha debuttato nel 1988 al lancio della Fiat Tipo e che, nel caso della Y10, è dotato di iniezione elettronica single point Bosch Mono-Jetronic; caratterizzato da una potenza massima di 56 CV a 5500 giri/minuto e da una coppia massima di 88 N·m a 3000 giri/minuto, il nuovo motore (codice 156 C.000) consente a questa versione di raggiungere i 155 km/h ed accelerare da 0 a 100 km/h in 15,2 secondi.
Nei mercati dove è richiesto il catalizzatore, continua ad essere adottato il FIRE 1000 ad iniezione elettronica già introdotto precedentemente.

#### Y10 GT i.e.

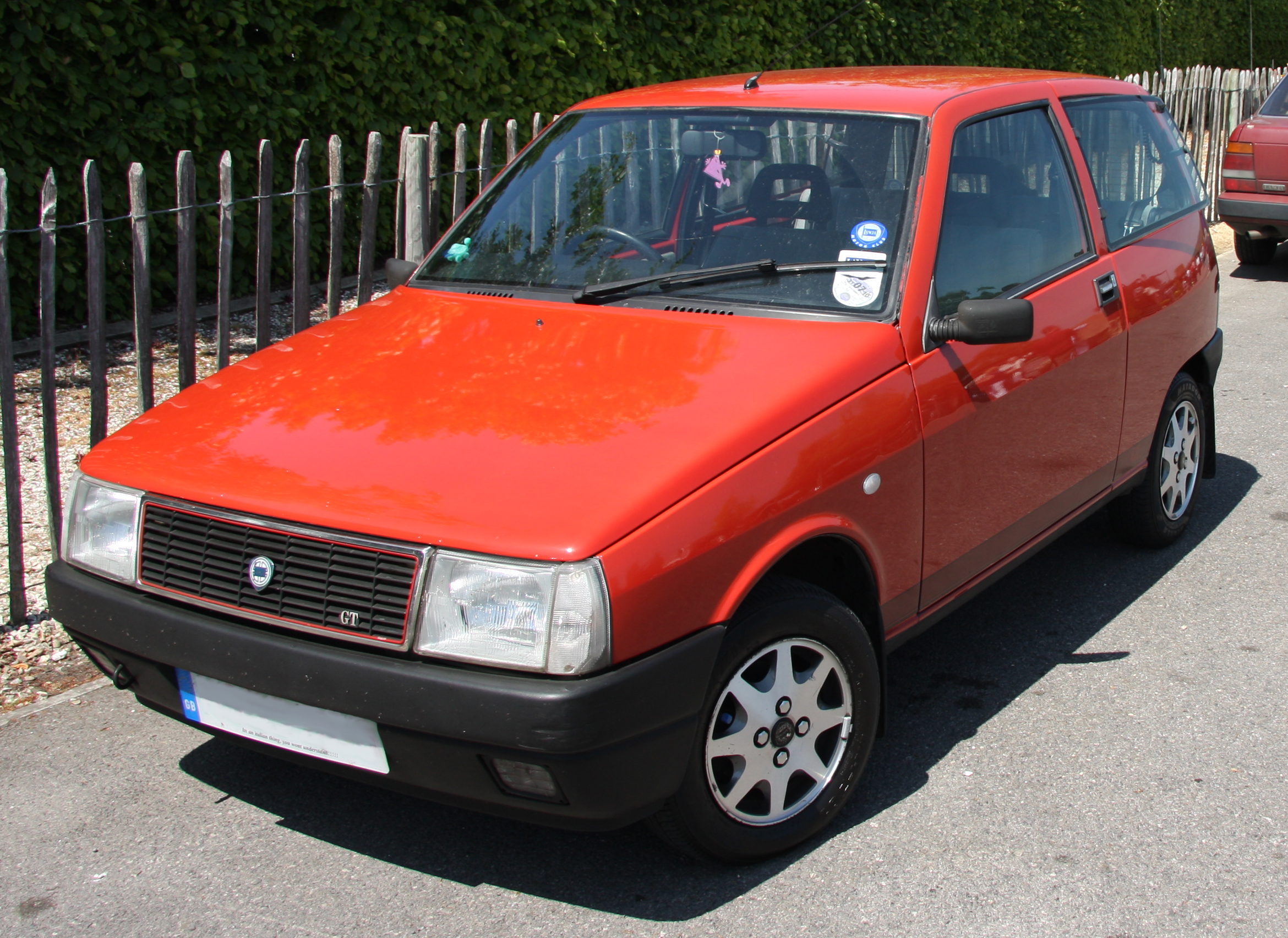
Una Y10 GT

Motivi di omologazione antinquinamento già presenti in alcuni paesi, abbinati alle prospettive di adozione di lì a pochi anni di norme simili a livello europeo, hanno determinato per la nuova serie la scomparsa in tutti i mercati della versione turbocompressa. Il suo posto in gamma viene preso in maniera definitiva dal motore aspirato da 1,3 litri di produzione brasiliana ad iniezione elettronica multi point, che equipaggia l'inedita Y10 GT i.e., la quale sostituisce sia la Y10 turbo che la Y10 1.3 i.e., laddove presente.
Nei mercati in cui è richiesta la presenza del catalizzatore, viene adottata la stessa unità da 1.297 cm³ (146 A5.046) già introdotta con la versione Y10 1.3 i.e. della serie precedente. Negli altri mercati, tra cui quello italiano, viene utilizzata la nuova variante da 1301 cm³ e priva di catalizzatore (codice 156 B.000). Essa è in grado di sfoderare una potenza massima di 78 CV a 5750 giri/minuto ed una coppia massima di 100 N·m a 3250 giri/minuto, consentendo di raggiungere i 175 km/h e accelerare da 0 a 100 km/h in 12 secondi, con un comfort ed una fluidità di marcia sconosciuta sul modello sovralimentato.
La GT i.e. è caratterizzata dal bordino rosso che incornicia la griglia anteriore, sulla quale compare la scritta cromata "GT", nonché da una striscia adesiva con sigla d'identificazione che percorre tutto il bordo inferiore della fiancata, dalle inedite coppe ruota (cerchi in lega optional) e il terminale di scarico cromato; internamente si presenta come la LX i.e., ma con rivestimenti diversi e con la strumentazione di serie completa di manometro e termometro dell'olio, nonché del contagiri.

#### Y10 4WD i.e.
La versione a trazione integrale inseribile cambia denominazione, diventando Y10 4WD i.e. in virtù del cambio di motorizzazione, che passa dal FIRE 1000 a carburatore al FIRE 1100 ad iniezione elettronica single point. Grazie al nuovo motore raggiunge i 151 km/h ed accelera da 0 a 100 km/h in 17 secondi. Al di là delle modifiche generali della nuova serie, la 4WD i.e. mantiene quasi inalterato l'aspetto esteriore, conservando i fascioni laterali della versione precedente ed i cerchioni di disegno specifico, e cambiando da rossa a cromata la scritta "4WD" sulla calandra.
Come per la LX i.e., l'allestimento con catalizzatore venduto in alcuni mercati monta sempre il motore FIRE 1000 ad iniezione elettronica.

#### Y10 selectronic
Nel dicembre dello stesso 1989, debutta la Y10 selectronic, versione dotata di trasmissione automatica.
Adotta anch'essa il nuovo motore FIRE 1100 ad iniezione single point, abbinato in questo caso ad un cambio automatico a variazione continua dei rapporti denominato ECVT: Electronic Continuously Variable Transmission. Si tratta di una trasmissione dotata di cinghia metallica in bagno d'olio e con frizione elettromagnetica (e non idraulica a dischi multipli come sulla FIAT Uno Selecta) gestita da una centralina elettronica, che consente la sosta senza trascinamento. La Y10 selectronic raggiunge la velocità massima di 150 km/h ed accelera da 0 a 100 km/h in 15 secondi.
L'allestimento deriva dalla Y10 fire LX i.e., di cui mantiene anche le scritte "LX" sulla calandra e sulla striscia laterale, sebbene alcune dotazioni - per lo meno al momento del lancio sul mercato italiano - siano a pagamento anziché di serie (gli alzacristalli elettrici anteriori, la chiusura centralizzata, l'orologio digitale). L'econometro non è disponibile. La console sul tunnel centrale, oltre ad ospitare la nuova leva del cambio, integra su questa versione anche un mobiletto che si estende verso la plancia, con dei portaoggetti aperti.

### La gamma "Europa" con i motori ecologici e il nuovo motore FIRE 1100 con catalizzatore
Nel 1989 il gruppo FIAT avvia un'iniziativa commerciale in Italia per la diffusione di veicoli ad emissioni ridotte, rendendo disponibile almeno un allestimento con tali caratteristiche per ciascun modello di tutti i suoi marchi. Tali versioni vengono identificate nei listini italiani dalla denominazione "Europa" in ossequio alle direttive CEE. Per Autobianchi, la Y10 fire "Europa" è il nuovo modello che da marzo 1989 si aggiunge alla gamma esistente; dotato del motore FIRE 1000 con "ecobox" venduto in altri mercati già a partire dal 1987, non sostituisce ma affianca la versione Y10 fire standard.
A gennaio del 1990 la gamma "Europa" della Y10 si allarga in Italia con i modelli dotati di convertitore catalitico: tutti gli allestimenti - ad eccezione della Y10 Fire a carburatore - vengono resi disponibili anche nelle corrispondenti versioni catalizzate. La Y10 GT i.e. con marmitta catalitica è esattamente la stessa già venduta in altri mercati e che adotta il motore da 1297 cm³ con potenza massima di 72 CV (53 kW), per una velocità massima di 170 km/h. Per i modelli originariamente dotati del motore FIRE da 1108 cm³, viene introdotta invece la versione con catalizzatore dello stesso FIRE 1100, che raggiunge la potenza massima di 50 CV (37 kW) e permette alla Y10 fire LX i.e. di toccare i 150 km/h, alla Y10 selectronic di raggiungere i 145 km/h ed alla Y10 4WD i.e. di sfiorare i 142 km/h. Anche negli altri mercati europei questo nuovo motore (codice 156 C.046) sostituisce il FIRE 1000 SPI catalizzato venduto precedentemente.
Un anno più tardi debutta anche in Italia la Y10 fire i.e. dotata del motore ad iniezione elettronica e catalizzato da 1108 cm³, andando a sostituire la precedente versione "Europa" della Y10 fire che utilizzava il motore da 999 cm³ a carburatore con dispositivo "Ecobox".

### Le nuove dotazioni di serie e le versioni speciali
Nel 1991 la dotazione di serie di tutta la gamma italiana viene arricchita di alzacristalli elettrici anteriori, chiusura centralizzata, attacco regolabile in altezza delle cinture di sicurezza anteriori, cinture di sicurezza posteriori; mentre nel biennio 1991/92 la gamma si arricchisce di nuove versioni speciali:

#### Y10 Mia
Prima ad esordire sul mercato, nel luglio del 1991, è la Y10 Mia. A differenza delle serie speciali precedenti, essa non deriva da allestimenti esistenti, ponendosi invece a fianco alle versioni fire ed LX i.e. e introducendo un nuovo concetto di scegliere la “serie speciale”: non una versione con allestimento unico e predefinito per motorizzazione, colore e dotazione, bensì un vero e proprio modello a sé stante, con varie possibilità di scelta e personalizzazione. A partire da tre diverse tinte metallescenti (una particolare tipologia di vernice metallizzata con pigmenti fotocangianti) dalle tonalità scure ed eleganti denominate "Blu Madras", "Verde Derby" e "Black", esclusive di questa versione e abbinabili a piacere - senza cioè schemi predefiniti - ad una gamma di tre colori (ghiaccio, turchese e ocra) per i rivestimenti in Alcantara di plancia, pannelli porta e selleria. La dotazione di serie comprende gli alzacristalli elettrici anteriori, la chiusura centralizzata di tutte e tre le porte, il volante regolabile in altezza, gli pneumatici maggiorati (155/70-13) con cerchi in acciaio e copricerchi ripresi dalla Y10 GT i.e., mentre sono disponibili come accessori a pagamento il tetto apribile, il Control System e il retrovisore esterno lato passeggero. Infine la possibilità di scegliere fra due motorizzazioni, cioè il motore FIRE 1000 a carburatore o il FIRE 1100 “Europa” catalizzato. In breve tempo la Y10 Mia sfiora il 40% degli ordini totali sulla produzione 1991-92. Nell'aprile 1992 viene aggiornata la gamma dei colori, con quattro opzioni sia per gli esterni (grigio, rosso, verde, nero) che per gli interni (ghiaccio, sabbia, turchese e rosso carminio).

#### Y10 ego
Due mesi più tardi, a settembre del 1991, nasce la Y10 ego, versione basata sulla Y10 fire LX i.e., eventualmente in allestimento con catalizzatore per i mercati dove richiesto. È disponibile unicamente con carrozzeria di colore "Black Mica" (compreso il portellone) e selleria in pelle “Poltrona Frau” di tonalità “Rosso Bulgaro”, che riveste per intero i sedili (inclusi i poggiatesta anteriori, che sono sellati e non schiumati), così come i cassetti della plancia, i pannelli porta, la leva del cambio ed il volante, quest'ultimo ripreso dalla 4WD. Gli pneumatici maggiorati da 155/70 sono di serie, mentre sono disponibili a richiesta i cerchi in lega, il tetto apribile e la strumentazione con Control System, contagiri e indicatori supplementari. Il prezzo elevato di questa versione e la sua tiratura limitata, hanno fatto sì che la maggior parte degli esemplari prodotti sia stata venduta in mercati con maggiori disponibilità economiche come Svizzera, Austria, Germania, Lussemburgo e Belgio.

#### Y10 AVENUE
All'inizio del 1992, sull'onda del successo della versione speciale Mia, fa il suo ingresso nelle concessionarie la Y10 AVENUE, basata sulla Y10 fire i.e. LX e caratterizzata dal portellone posteriore in tinta coordinata “tono su tono” con la carrozzeria, la quale è disponibile in quattro inedite tinte (tre metallescenti e una metallizzata). Nuovi i copricerchi integrali, senza bulloni a vista. I rivestimenti interni sono in Alcantara "tortora chiaro" e i sedili hanno una lavorazione specifica, con poggiatesta anteriori imbottiti e cadenini abbinati alla tinta della carrozzeria. Disponibile esclusivamente in versione catalizzata "Europa" col motore FIRE da 1108 cm³ e 50 CV, consente di essere ordinata anche in allestimento "selectronic" con cambio automatico.

#### Y10 Certa (Marazzi)
Derivata dalla Y10 Mia catalizzata è la versione denominata "Certa", elaborata dalla Carrozzeria Marazzi e presentata al Salone di Torino del 1992. L'auto è studiata per offrire maggiore resistenza ai tentativi di aggressione, con serrature doppie e vetri antisfondamento. Di serie viene installato un impianto di aria condizionata e un antifurto a sirena. Disponibile in opzione anche una piccola cassaforte nell'abitacolo, per il trasporto di eventuali oggetti preziosi. All'epoca del lancio è prevista una produzione limitata a 300 esemplari annui, al prezzo di L. 24.000.000.

#### Y10 Appia/Appia LX
La Y10 Appia è una serie speciale per il mercato francese e tedesco, basata sulla Y10 fire e venduta con il marchio Lancia. Disponibile in colore nero o grigio, entrambi metallizzati, con un filetto adesivo laterale a contrasto e sigla specifica adesiva posta accanto al filetto (doppio) per la produzione 1990, posta successivamente sul portellone per la produzione 1991. La versione normale prevede motore FIRE 999 cm³ e interni in tessuto e la dotazione prevede autoradio estraibile, antenna tipo "telefono", vetri atermici.
La versione Appia LX, venduta a partire dal 1991 e nella sola livrea nera, prevede il motore FIRE 1108 cm³ (disponibile anche nella variante "selectronic" con cambio automatico) ed equipaggiamento di serie con vetri anteriori a comando elettrico, chiusura centralizzata, volante regolabile in altezza, autoradio Blaupunkt SQM 28, fendinebbia e fari alogeni. I copricerchi sono quelli delle coeve Mia e GT. Il riscaldatore automatico è opzionale.

#### Y10 Epsilon
Nel mercato francese, questa versione sostituisce nel 1991 la precedente Y10 Appia nell'allestimento di base, ricalcandone sostanzialmente le caratteristiche e il posizionamento nella gamma.

## Terza serie (1992-1995)

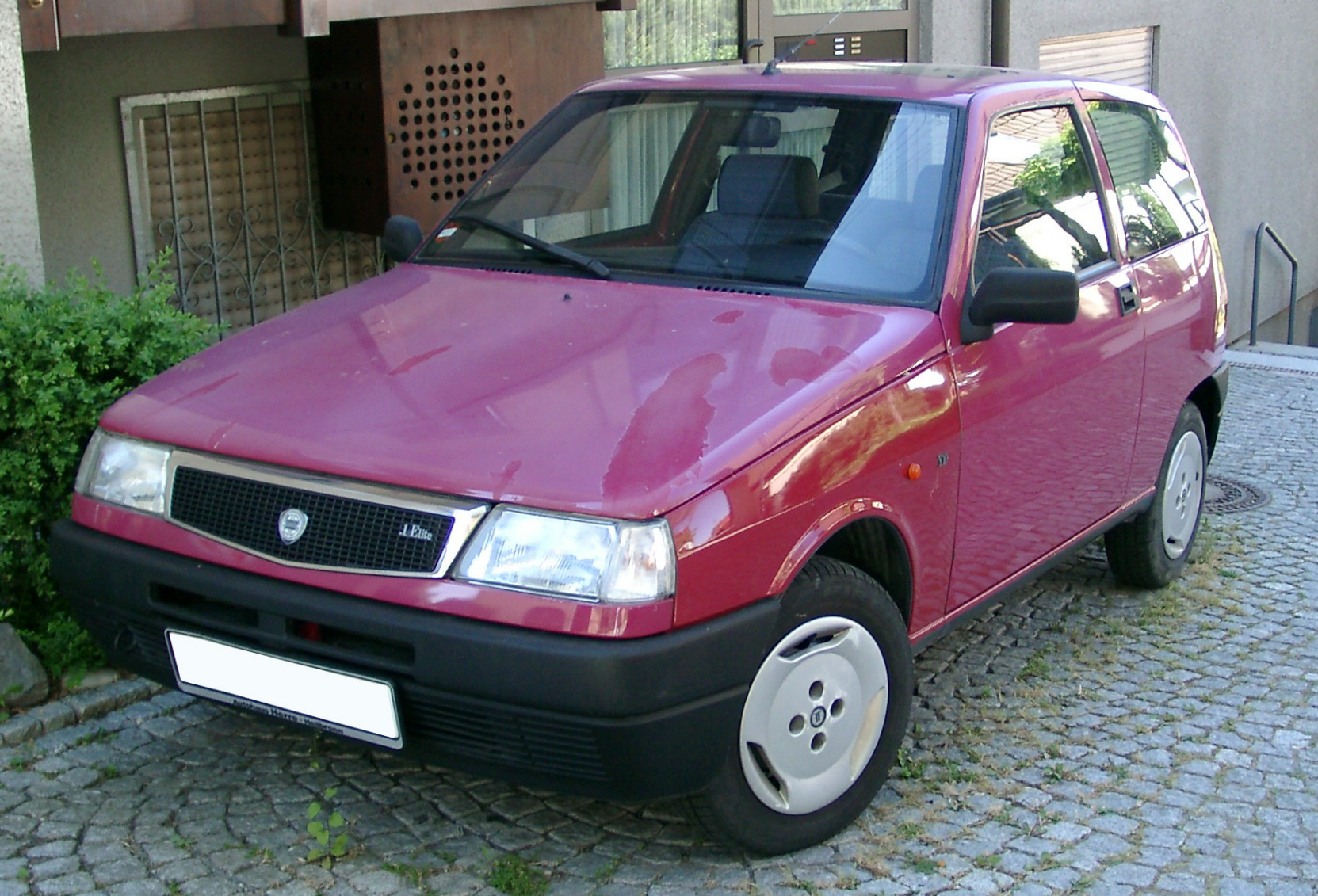
Una "Y10 1.1 Elite" del 1993 commercializzata con marchio Lancia per il mercato estero.

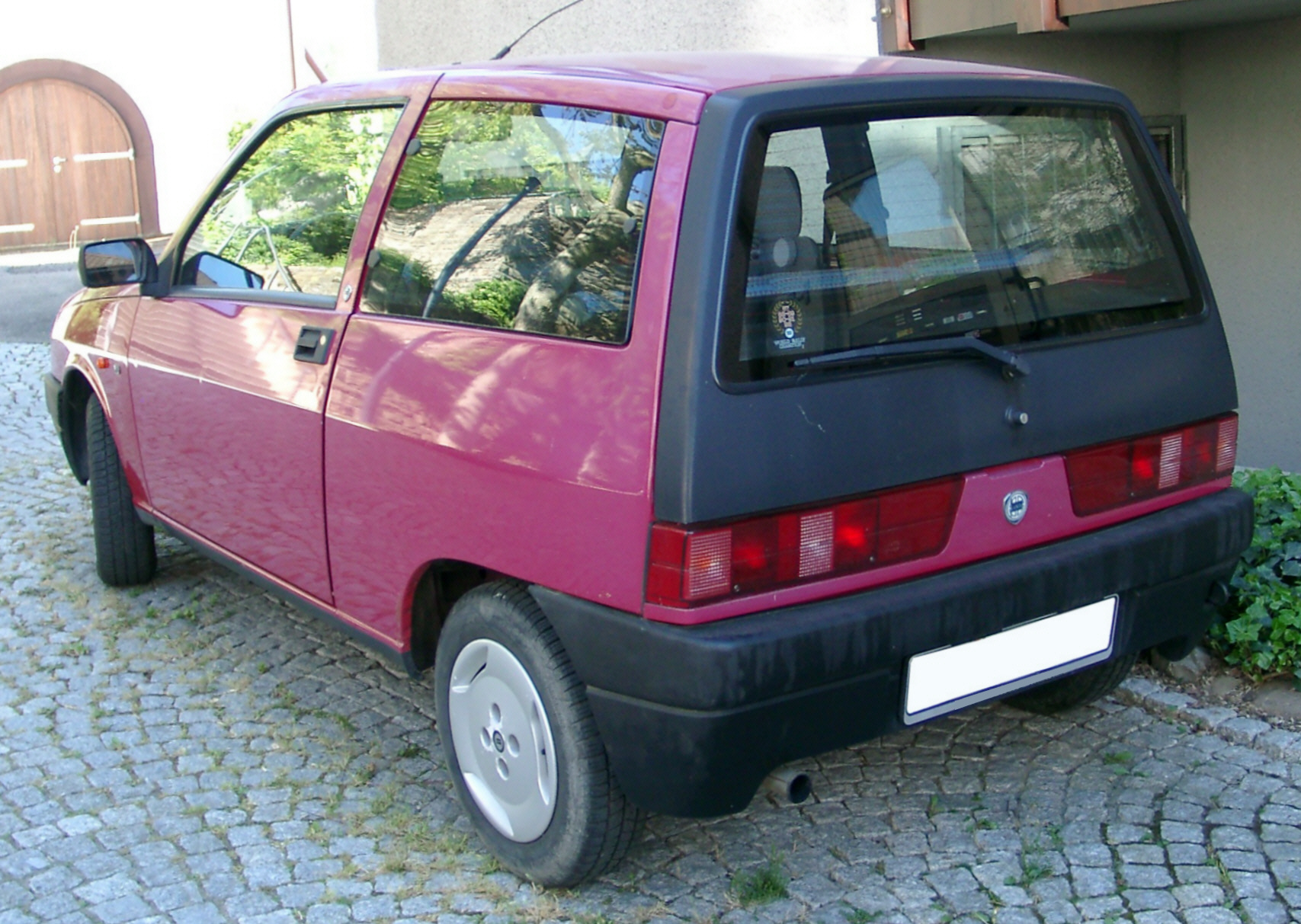
Vista posteriore della medesima "Lancia Y10 1.1 Elite"

La terza serie del modello fa la sua apparizione sul mercato a fine settembre 1992, contemporaneamente alla chiusura dello stabilimento dell'Autobianchi di Desio e allo spostamento della produzione presso il vicino stabilimento Alfa Romeo di Arese. Per un certo periodo la vettura è prodotta, come avvenuto per una parte delle precedenti versioni, anche a Pomigliano d'Arco e Mirafiori.
All'esterno le modifiche riguardano i gruppi ottici anteriori e posteriori, più sottili per effetto di profili inferiori nel colore della carrozzeria, così come la calandra che assume una forma a scudetto e con bordo cromato più in rilievo, seguendo lo stile dei coevi modelli Lancia. Ridisegnati anche gli specchietti retrovisori, i tergicristalli e i copricerchi, nonché i paraurti - che dietro ospitano adesso la targa e che non sono più disponibili con i fascioni dipinti nel colore della carrozzeria. Scompare la targhetta identificativa sul portellone, sostituita dalla scritta "Y10" sui parafanghi anteriori, accanto al ripetitore laterale, cui si aggiunge quella specifica per la versione sulla calandra. Invece compare il simbolo Autobianchi (o Lancia) applicato alla base dei montanti centrali delle portiere e in coda, al centro tra i fanali posteriori.
Anche gli interni sono ampiamente rivisti, con una plancia portastrumenti completamente nuova nel disegno e nella componentistica. Tutta la gamma adotta un nuovo volante regolabile in altezza di serie - sempre a quattro razze, ma dalle forme più morbide - e pannelli sulle portiere ridisegnati, che integrano una doppia tasca portaoggetti e nuovi pulsanti per gli alzacristalli elettrici, la cui plancetta lato guidatore adesso ospita anche gli eventuali comandi elettrici per i vetri posteriori a compasso, sempre disponibili come optional. Chiusure centralizzate e alzacristalli elettrici anteriori fanno parte dell'allestimento di serie di tutti i modelli, assieme a nuove dotazioni di dettaglio quali lo specchio di cortesia anche sull'aletta parasole del lato guida, oppure una sottile console centrale di nuovo disegno, con portaoggetti e portamonete, che si estende dal mobiletto del cambio verso la plancia. Nuovi i comandi a manopole per l'impianto di climatizzazione, per la prima volta con condizionatore d'aria disponibile tra gli accessori a pagamento. Tra questi, compaiono nuovi accessori come la regolazione del supporto lombare del sedile del guidatore, la regolazione elettrica dei retrovisori esterni e l'impianto radio con comandi al volante. Cambia la strumentazione, con nuova grafica e retroilluminazione; la dotazione standard include sempre tachimetro e gli indicatori di livello carburante e temperatura liquido di raffreddamento, con eventuali contagiri e check panel come accessori, mentre scompare ogni ulteriore strumenti addizionale. Sedili e rivestimenti sono aggiornati su tutta la gamma.
Le motorizzazioni disponibili rimangono due, da 1,1 e 1,3 litri, entrambi con iniezione elettronica e solo con catalizzatore. L'unità più piccola è il FIRE 1100 (156 C.046) aggiornato con un nuovo impianto di iniezione elettronica Bosch Monomotronic MA1.7 che controlla anche l'accensione; modifiche anche ai condotti di aspirazione e scarico di diametro maggiorato e alle sedi delle valvole. L'altro motore è sempre quello da 1297 cm³ già in uso nelle serie precedenti. Nuovo il cambio meccanico a 5 marce e riviste le tarature delle sospensioni. Per effetto delle modifiche al frontale e ai paraurti, la lunghezza totale aumenta di circa 3 centimetri.

### La gamma iniziale (MY 1993)
Inizialmente sono disponibili le seguenti versioni:

#### Y10 1.1 i.e.
Versione di base dotata del rinnovato motore FIRE 1100, si distingue per gli allestimenti interni semplificati, con plancia priva di sportelli per i vani portaoggetti e di rivestimenti in Alcantara, assenti anche sui pannelli delle portiere. Il tessuto dei sedili è caratteristico di questa versione e i sedili anteriori mantengono i poggiatesta forati fissi, in materiale schiumato. Anche i copricerchi hanno disegno specifico.

#### Y10 1.1 Elite (anche selectronic)
Eredita la posizione in gamma della Y10 Fire LX i.e. e analogamente a questa adotta i coperchi dei vani portaoggetti della fascia inferiore della plancia, rivestita in Alcantara che prosegue sulla porzione in alto dei pannelli porta. I sedili hanno tessuti specifici (a richiesta anche in Alcantara), con poggiatesta anteriori sellati e regolabili in altezza. Esternamente si distingue per il disegno caratteristico dei copricerchi. Sia le dotazioni di serie che quelle a pagamento (tra cui anche il condizionatore d'aria) sono più ampie rispetto alla Y10 1.1 i.e. di base, con la quale condivide il motore. La Y10 1.1 Elite è disponibile anche in versione "selectronic" con cambio automatico ECVT a variazione continua dei rapporti.

#### Y10 1.1 AVENUE (anche selectronic)
La Y10 AVENUE diviene una versione fissa della gamma. Al di là delle novità generali introdotte con la nuova serie, l'allestimento riprende le caratteristiche della precedente serie speciale, con le medesime coppe ruota, selleria in Alcantara di serie con lavorazione specifica e tinte di carrozzeria specifiche con portellone "tono su tono", sui cui rimane anche la medesima targhetta di identificazione (caso unico nella gamma iniziale di questa terza serie). Sulla calandra compare comunque la scritta "1.1 i.e.", che indica l'adozione dello stesso motore da 1,1 litri utilizzato anche dalle altre versioni, abbinabile anche in questo caso alla trasmissione automatica "selectronic".

#### Y10 1.3 Elite
Con la terza serie, il modello con la motorizzazione più potente della gamma perde definitivamente ogni caratterizzazione sportiva. Nella nuova Y10 1.3 Elite il motore rimane quello da 1,3 litri catalizzato (codice 146 A5.046) della precedente Y10 GT i.e., con prestazioni sostanzialmente invariate, ma l'allestimento è adesso identico alla Y10 1.1 Elite, fatta eccezione per eventuali differenze di dotazione, come ad esempio la strumentazione dotata di contagiri di serie (il check panel rimane a richiesta).

#### Y10 4WD
La versione a trazione integrale subisce per la prima volta modifiche di allestimento sostanziali, mentre dal punto di vista tecnico l'unica novità è l'adozione del motore da 1,1 litri con impianto di iniezione aggiornato, lo stesso delle altre versioni di questa serie.
Fuori la nuova Y10 4WD cambia aspetto eliminando le protezioni laterali che da sempre l'hanno distinta, al pari dei caratteristici cerchi in acciaio sostituiti da normali cerchioni con nuovi copricerchi dal disegno comunque specifico per questa versione. All'interno i sedili hanno rivestimenti specifici e poggiatesta sellati regolabili.

### Evoluzione della gamma

#### Y10 Mia
Nel settembre del 1993 viene reintrodotta la versione Y10 Mia, che in questa serie si caratterizza per l'esclusivo portellone verniciato a chiazze con un procedimento particolare, detto "Cubic Printing System", coordinato con una nuova tappezzeria interna. La meccanica e l'allestimento corrispondono sostanzialmente alla versione Y10 1.1 i.e. di base, sebbene con una gamma di colori specifica e con la specifica targhetta identificativa sul portellone.

#### Gamma 1994
All'inizio del 1994 la gamma viene aggiornata, adottando un nome per ciascuna versione e reintroducendo per tutte (Elite esclusa) le targhette identificative sul portellone. Tre allestimenti vengono mantenuti (Mia, Elite, AVENUE), mentre quelli nuovi sono quattro, Per due allestimenti si tratta di un semplice cambio di denominazione (la Y10 junior prende il posto della Y10 1.1 i.e. e la Y10 sestriere quello della Y10 4WD); nuova è la Y10 igloo, caratterizzata dal condizionatore d'aria e i cristalli atermici di serie, oltre a una tappezzeria specifica; la Y10 ville diviene l'unico modello con cambio automatico ECVT, sostituendo le varianti "selectronic" disponibili fino a quel momento per Y10 Elite e Y10 AVENUE. Le versioni di nuova introduzione hanno allestimenti semplificati, tutti con nuove tappezzerie, poggiatesta forati e fissi, in poliuretano, plancia priva di sportelli per i portaoggetti e di rivestimenti in Alcantara.
Allo stesso tempo scompare la motorizzazione da 1,3 litri, facendo sì che tutta la gamma adotti come unico motore il medesimo FIRE 1100 catalizzato con iniezione Monomotronic da 37 kW già in uso.
Questa la nuova offerta:
- Y10 junior - modello base
- Y10 igloo - con climatizzatore di serie
- Y10 Mia - identificata dal portellone con verniciatura screziata
- Y10 Elite - il modello con dotazioni e finiture superiori
- Y10 AVENUE - modello al vertice della gamma per dotazioni e con portellone verniciato "ton-sur-ton" e interni in alcantara
- Y10 ville - dotata di cambio automatico ECVT
- Y10 sestrieres - con trazione integrale

#### Gamma 1995
Alla fine del 1994 viene annunciata la gamma per il 1995, con la quale la Y10 riceve il motore aggiornato alla versione 176 B2.000, con 40 kW (54 CV), rivisto per entrare nei parametri delle più severe normative Euro II. Inoltre viene adottato l'interruttore inerziale, posizionato in vista, subito sotto il cassetto portaoggetti, sopra il passaruota lato passeggero. La gamma viene ridotta con l'eliminazione dei modelli Elite e Mia.
- Y10 junior - modello base
- Y10 igloo - con climatizzatore di serie
- Y10 AVENUE - modello con portellone verniciato "ton-sur-ton" e interni in alcantara
- Y10 ville - dotata di cambio automatico ECVT
- Y10 sestrieres - con trazione integrale

Nel dicembre 1995, la presentazione della nuova Lancia Y segna la fine del ciclo produttivo dell'ultima Autobianchi, anche se poche migliaia di esemplari della Y10 usciranno dalle linee di montaggio ancora a inizio 1996 e il modello rimarrà a listino alcuni mesi ancora per lo smaltimento delle rimanenze.

## Riepilogo serie e gamma
- I serie (1985-1989)
  - fire - 999 cm³, 45 CV - 1985
  - touring - 1049 cm³, 55 CV - 1985
  - turbo - 1049 cm³ turbocompresso, 85 CV - 1985
  - fire LX - 999 cm³, 45 CV - 1986
  - 4WD - 999 cm³, 50 CV; quattro ruote motrici - 1986
  - CHiC (su base fire) - 999 cm³, 45 CV - Germania - 1986
  - FILA (su base fire) - 999 cm³, 45 CV; colore bianco o nero - 1987-1988
  - Martini (su base turbo) - 1049 cm³ turbocompresso, 85 CV; livrea rally Lancia - 1987-1988
  - MISSONI (su base fire LX) - 999 cm³, 45 CV; con logo e interni Missoni - 1988
  - 1.3 i.e. - 1297 cm³, 72 CV; versione con catalizzatore alternativa alla turbo, per mercati Austria e Svizzera - 1988
  - Avantgarde (su base fire LX) - 999 cm³, 45 CV - Germania - 1988
- II serie (1989-1992)
  - fire - 999 cm³, 45 CV - 1989
  - fire i.e. - 1108 cm³, 50 CV; marmitta catalitica - 1991
  - fire LX i.e. - 1108 cm³, 56 CV; iniezione elettronica - 1989
  - 4WD i.e. - 1108 cm³, 56 CV; quattro ruote motrici - 1989
  - GT i.e. - 1301 cm³, 76 CV - 1989
  - selectronic - 1108 cm³, 56 CV; cambio automatico a variazione continua - 1990
  - Mia - 999 cm³, 45 CV  - 1991
  - ego - 1108 cm³, 56 CV - 1991
  - fire i.e. ("Europa") - 1108 cm³, 50 CV; marmitta catalitica - 1991
  - Mia ("Europa") - 1108 cm³, 50 CV; marmitta catalitica - 1991
  - fire LX i.e. ("Europa") - 1108 cm³, 50 CV; marmitta catalitica - 1991
  - GT i.e. ("Europa") - 1297 cm³, 72 CV; marmitta catalitica - 1991
  - AVENUE - 1108 cm³, 50 CV; marmitta catalitica, interni in Alcantara e portellone stesso colore della carrozzeria, ma tono più scuro - 1992
  - Appia (su base fire) - 999 cm³, 45 CV - Francia/Germania - 1989-1991
  - Appia LX (su base fire LX i.e.) - 1108 cm³, 56 CV - Francia - 1990-1991
  - Epsilon (su base fire) - 999 cm³, 45 CV - Francia - 1991
- III serie (1992-1995)
  - 1.1 i.e. - 1108 cm³, 50 CV - 1992-1994
  - 1.1 Elite - 1108 cm³, 50 CV - 1992-1994
  - AVENUE - 1108 cm³, 50 CV; interni in Alcantara e portellone stesso colore della carrozzeria, ma tono più scuro - 1992-1994
  - 4WD - 1108 cm³, 50 CV; quattro ruote motrici - 1992-1994
  - 1.3 Elite - 1297 cm³, 72 CV - 1992-1994
  - Mia - 1108 cm³, 50 CV; portellone posteriore a chiazze come la tappezzeria interna - 1993-1994
  - junior - 1108 cm³, 50 CV - 1994
  - igloo - 1108 cm³, 50 CV; condizionatore d'aria di serie - 1994
  - sestrieres - 1108 cm³, 50 CV; quattro ruote motrici - 1994
  - ville - 1108 cm³, 50 CV; cambio automatico a variazione continua - 1994
  - junior - 1108 cm³, 54 CV - 1995
  - igloo - 1108 cm³, 54 CV; condizionatore d'aria di serie - 1995
  - AVENUE - 1108 cm³, 54 CV; interni in Alcantara e portellone stesso colore della carrozzeria, ma tono più scuro - 1995
  - sestrieres - 1108 cm³, 54 CV; quattro ruote motrici - 1995
  - ville - 1108 cm³, 54 CV; cambio automatico a variazione continua - 1995

## Dati tecnici
Nella seguente tabella si riportano i dati tecnici per i vari allestimenti adottati nel tempo su Autobianchi/Lancia Y10.

### Prima serie (1985-1989)
| Modello                      | Note                                      | Disponibilità    | Codice motore | Alesaggio x corsa (mm) | Cilindrata (cm³) | Rapporto di compressione | Sistema di alimentazione                               | Accensione                                       | Dispositivi antinquinamento | Carburante           | Potenza massima kW (CV)/rpm | Coppia massima N·m (kg·m)/rpm | Velocità massima (km/h) | 0-100 km/h (secondi) |
| Y10 fire                     | anche CHiC, Fila                          | dal 1985 al 1989 | 156 A2.000    | 70x64,9                | 999              | 9,8:1                    | carburatore monocorpo                                  | elettronica senza contatti                       | | Benzina con piombo   | 33 (45)/5000                | 80,4 (8,2)/2750               | 145                     | 16,0                 |
| Y10 touring                  |                                           | dal 1985 al 1989 | 156 A.000     | 76x57,8                | 1049             | 9,5:1                    | carburatore monocorpo                                  | elettronica senza contatti                       | | Benzina con piombo   | 41 (56)/5850                | 81,4 (8,3)/3000               | 156                     | 14,5                 |
| Y10 turbo                    | anche Martini                             | dal 1985 al 1989 | 156 A1.000    | 76x57,8                | 1049             | 7:1                      | carburatore doppio corpo e turbocompressore            | elettronica ad anticipo statico Marelli Digiplex | | Benzina con piombo   | 62 (85)/5750                | 123 (12,5)/2750               | 180                     | 9,5                  |
| Y10 fire LX                  | anche Missoni, Avantgarde                 | dal 1986 al 1989 | 156 A2.000    | 70x64,9                | 999              | 9,8:1                    | carburatore monocorpo                                  | elettronica senza contatti                       | | Benzina con piombo   | 33 (45)/5000                | 80,4 (8,2)/2750               | 145                     | 16,0                 |
| Y10 4WD                      | trazione integrale inseribile manualmente | dal 1986 al 1989 | 156 A3.000    | 70x64,9                | 999              | 9,8:1                    | carburatore monocorpo                                  | elettronica senza contatti                       | | Benzina con piombo   | 37 (50)/5500                | 78 (8,0)/3000                 | 145                     | 17,5                 |
| Y10 touring                  | Svizzera                                  | 1985             | 156 A.000     | 76x57,8                | 1049             | 9,5:1                    | carburatore monocorpo                                  | elettronica senza contatti                       | | Benzina con piombo   | 38 (51)/5750                | 76,5/3000                     | n.d.                    | n.d.                 |
| Y10 fire Y10 fire LX Y10 4WD | Svizzera                                  | dal 1986 al 1987 | 156 A2.000    | 70x64,9                | 999              | 9,8:1                    | carburatore monocorpo                                  | elettronica senza contatti                       | convertitore catalico a due vie | Benzina senza piombo | 33 (45)/5250                | 73/3000                       | n.d.                    | n.d.                 |
| Y10 fire                     | (non in Italia) ecobox                    | dal 1987 al 1989 | 156 A2.048    | 70x64,9                | 999              | 9:1                      | carburatore monocorpo                                  | elettronica senza contatti                       | ecobox | Benzina senza piombo | 32 (44)/5000                | 76/2750                       | 143                     | 16,2                 |
| Y10 fire i.e.                | (non in Italia) catalizzatore USA'83      | dal 1987 al 1989 | 156 A2.246    | 70x64,9                | 999              | 9,5:1                    | iniezione elettronica single point Bosch Mono-Jetronic | elettronica senza contatti                       | convertitore catalico a tre vie con sonda lambda e sistema di recupero dei vapori del carburante                                                   | Benzina senza piombo | 33 (45)/5250                | 74/3250                       | 145                     | 16,5                 |
| Y10 1.3 i.e.                 | Austria, Svizzera                         | dal 1988 al 1994 | 146 A5.046    | 76x71,5                | 1297             | 9,2:1                    | iniezione elettronica multi point Bosch L3.2-Jetronic  | elettronica Marelli Digiplex II                  | convertitore catalico a tre vie con sonda lambda riscaldata, sistema di ricircolo dei gas di scarico (EGR) e di recupero dei vapori del carburante | Benzina senza piombo | 53 (72)/5750                | 100/3250                      | 170                     | 12.5                 |

### Seconda serie (1989-1992)
| Modello          | Note                                         | Disponibilità    | Codice motore | Alesaggio x corsa (mm) | Cilindrata (cm³) | Rapporto di compressione | Sistema di alimentazione                               | Accensione                      | Dispositivi antinquinamento | Carburante                 | Potenza massima kW (CV)/rpm | Coppia massima N·m (kg·m)/rpm | Velocità massima (km/h) | 0-100 km/h (secondi) |
| Y10 fire         | anche Mia, Appia, Epsilon                    | dal 1989 al 1992 | 156 A2.000    | 70x64,9                | 999              | 9,5:1                    | carburatore monocorpo                                  | elettronica senza contatti      | | Benzina con o senza piombo | 33 (45)/5000                | 78 (7,95)/2750                | 145                     | 16,0                 |
| Y10 fire         | versione "Europa"                            | dal 1989 al 1990 | 156 A2.048    | 70x64,9                | 999              | 9:1                      | carburatore monocorpo                                  | elettronica senza contatti      | ecobox | Benzina senza piombo       | 32 (44)/5000                | 76/2750                       | 143                     | 16.2                 |
| Y10 fire i.e.    | (non in Italia) catalizzatore USA'83         | dal 1989 al 1990 | 156 A2.246    | 70x64,9                | 999              | 9,5:1                    | iniezione elettronica single point Bosch Mono-Jetronic | elettronica senza contatti      | convertitore catalico a tre vie con sonda lambda e sistema di recupero dei vapori del carburante                                                   | Benzina senza piombo       | 33 (45)/5250                | 74/3250                       | 145                     | 16,5                 |
| Y10 fire i.e. LX | anche ego, Appia LX                          | dal 1989 al 1992 | 156 C.000     | 70x72                  | 1108             | 9,6:1                    | iniezione elettronica single point Bosch Mono-Jetronic | elettronica senza contatti      | | Benzina                    | 41 (56)/5500                | 88,3 (9,2)/3000               | 155                     | 15,2                 |
| Y10 4WD i.e.     | trazione integrale inseribile manualmente    | dal 1989 al 1992 | 156 C.000     | 70x72                  | 1108             | 9,6:1                    | iniezione elettronica single point Bosch Mono-Jetronic | elettronica senza contatti      | | Benzina                    | 41 (56)/5500                | 88,3 (9,2)/3000               | 148                     | 17                   |
| Y10 GT i.e.      |                                              | dal 1989 al 1992 | 156 B.000     | 76,1x71,5              | 1301             | 9,5:1                    | iniezione elettronica multi point Bosch L3.1-Jetronic  | elettronica Marelli Digiplex II | | Benzina                    | 56 (78)/5750                | 100 (10,4)/3250               | 175                     | 12,0                 |
| Y10 GT i.e.      | catalizzatore USA'83                         | dal 1989 al 1992 | 146 A5.046    | 76x71,5                | 1297             | 9,2:1                    | iniezione elettronica multi point Bosch L3.2-Jetronic  | elettronica Marelli Digiplex II | convertitore catalico a tre vie con sonda lambda riscaldata, sistema di ricircolo dei gas di scarico (EGR) e di recupero dei vapori del carburante | Benzina senza piombo       | 53 (72)/5750                | 100/3250                      | 170                     | 12,5                 |
| Y10 selectronic  | cambio automatico a variazione continua ECVT | dal 1989 al 1992 | 156 C.000     | 70x72                  | 1108             | 9,6:1                    | iniezione elettronica single point Bosch Mono-Jetronic | elettronica senza contatti      | | Benzina                    | 41 (56)/5500                | 88,3 (9,2)/3000               | 150                     | 17,5                 |
| Y10 fire i.e. LX | anche Mia, ego, AVENUE                       | dal 1990 al 1992 | 156 C.046     | 70x72                  | 1108             | 9:1                      | iniezione elettronica single point Bosch Mono-Jetronic | elettronica senza contatti      | convertitore catalico a tre vie con sonda lambda e sistema di recupero dei vapori del carburante                                                   | Benzina senza piombo       | 37 (50)/5250                | 84/3000                       | 150                     | 15,8                 |
| Y10 4WD i.e.     | trazione integrale inseribile manualmente    | dal 1990 al 1992 | 156 C.046     | 70x72                  | 1108             | 9:1                      | iniezione elettronica single point Bosch Mono-Jetronic | elettronica senza contatti      | convertitore catalico a tre vie con sonda lambda e sistema di recupero dei vapori del carburante                                                   | Benzina senza piombo       | 37 (50)/5250                | 84/3000                       | 142                     | 17,8                 |
| Y10 selectronic  | cambio automatico a variazione continua ECVT | dal 1990 al 1992 | 156 C.046     | 70x72                  | 1108             | 9:1                      | iniezione elettronica single point Bosch Mono-Jetronic | elettronica senza contatti      | convertitore catalico a tre vie con sonda lambda e sistema di recupero dei vapori del carburante                                                   | Benzina senza piombo       | 37 (50)/5250                | 84/3000                       | 145                     | 18,1                 |
| Y10 fire i.e.    |                                              | dal 1991 al 1992 | 156 C.046     | 70x72                  | 1108             | 9:1                      | iniezione elettronica single point Bosch Mono-Jetronic | elettronica senza contatti      | convertitore catalico a tre vie con sonda lambda e sistema di recupero dei vapori del carburante                                                   | Benzina senza piombo       | 37 (50)/5250                | 84/3000                       | 150                     | 15,8                 |

### Terza serie (1992-1995)
| Modello         | Note                                         | Disponibilità    | Codice motore | Alesaggio x corsa (mm) | Cilindrata (cm³) | Rapporto di compressione | Sistema di alimentazione                                     | Accensione                                            | Dispositivi antinquinamento | Carburante           | Potenza massima kW (CV)/rpm | Coppia massima N·m (kg·m)/rpm | Velocità massima (km/h) | 0-100 km/h (secondi) |
| Y10 1.1 i.e.    | anche 1.1 Elite, AVENUE                      | dal 1992 al 1994 | 156 C.046     | 70x72                  | 1108             | 9,6:1                    | iniezione elettronica single point Bosch Mono-Motronic MA1.7 | elettronica senza contatti, integrata con l'iniezione | convertitore catalico a tre vie con sonda lambda e sistema di recupero dei vapori del carburante                                                   | Benzina senza piombo | 37 (50)/5250                | 84/3000                       | 150                     | 15,8                 |
| Y10 selectronic | cambio automatico a variazione continua ECVT | dal 1992 al 1994 | 156 C.046     | 70x72                  | 1108             | 9,6:1                    | iniezione elettronica single point Bosch Mono-Motronic MA1.7 | elettronica senza contatti, integrata con l'iniezione | convertitore catalico a tre vie con sonda lambda e sistema di recupero dei vapori del carburante                                                   | Benzina senza piombo | 37 (50)/5250                | 84/3000                       | 145                     | 18,1                 |
| Y10 4WD         | trazione integrale inseribile manualmente    | dal 1992 al 1994 | 156 C.046     | 70x72                  | 1108             | 9,6:1                    | iniezione elettronica single point Bosch Mono-Motronic MA1.7 | elettronica senza contatti, integrata con l'iniezione | convertitore catalico a tre vie con sonda lambda e sistema di recupero dei vapori del carburante                                                   | Benzina senza piombo | 37 (50)/5250                | 84/3000                       | 142                     | 18,9                 |
| Y10 1.3 Elite   |                                              | dal 1992 al 1994 | 146 A5.046    | 76x71,5                | 1297             | 9,2:1                    | iniezione elettronica multi point Bosch L3.2-Jetronic        | elettronica Marelli Digiplex II                       | convertitore catalico a tre vie con sonda lambda riscaldata, sistema di ricircolo dei gas di scarico (EGR) e di recupero dei vapori del carburante | Benzina senza piombo | 53 (72)/5750                | 100/3250                      | 170                     | 12,5                 |
| Y10 Mia         |                                              | dal 1993 al 1994 | 156 C.046     | 70x72                  | 1108             | 9,6:1                    | iniezione elettronica single point Bosch Mono-Motronic MA1.7 | elettronica senza contatti, integrata con l'iniezione | convertitore catalico a tre vie con sonda lambda e sistema di recupero dei vapori del carburante                                                   | Benzina senza piombo | 37 (50)/5250                | 84/3000                       | 150                     | 15,8                 |
| Y10 junior      |                                              | 1994             | 156 C.046     | 70x72                  | 1108             | 9,6:1                    | iniezione elettronica single point Bosch Mono-Motronic MA1.7 | elettronica senza contatti, integrata con l'iniezione | convertitore catalico a tre vie con sonda lambda e sistema di recupero dei vapori del carburante                                                   | Benzina senza piombo | 37 (50)/5250                | 84/3000                       | 150                     | 15,8                 |
| Y10 igloo       | condizionatore d'aria di serie               | 1994             | 156 C.046     | 70x72                  | 1108             | 9,6:1                    | iniezione elettronica single point Bosch Mono-Motronic MA1.7 | elettronica senza contatti, integrata con l'iniezione | convertitore catalico a tre vie con sonda lambda e sistema di recupero dei vapori del carburante                                                   | Benzina senza piombo | 37 (50)/5250                | 84/3000                       | 150                     | 15,8                 |
| Y10 ville       | cambio automatico a variazione continua ECVT | 1994             | 156 C.046     | 70x72                  | 1108             | 9,6:1                    | iniezione elettronica single point Bosch Mono-Motronic MA1.7 | elettronica senza contatti, integrata con l'iniezione | convertitore catalico a tre vie con sonda lambda e sistema di recupero dei vapori del carburante                                                   | Benzina senza piombo | 37 (50)/5250                | 84/3000                       | 145                     | 18,1                 |
| Y10 sestrieres  | trazione integrale inseribile manualmente    | 1994             | 156 C.046     | 70x72                  | 1108             | 9,6:1                    | iniezione elettronica single point Bosch Mono-Motronic MA1.7 | elettronica senza contatti, integrata con l'iniezione | convertitore catalico a tre vie con sonda lambda e sistema di recupero dei vapori del carburante                                                   | Benzina senza piombo | 37 (50)/5250                | 84/3000                       | 142                     | 18,9                 |
| Y10 junior      |                                              | 1995             | 176 B2.000    | 70x72                  | 1108             | 9,6:1                    | iniezione elettronica single point Bosch Mono-Motronic MA1.7 | elettronica senza contatti, integrata con l'iniezione | convertitore catalico a tre vie con sonda lambda e sistema di recupero dei vapori del carburante (Euro 2)                                          | Benzina senza piombo | 40 (54)/5500                | 85/3250                       | 155                     | 15,5                 |
| Y10 igloo       | condizionatore d'aria di serie               | 1995             | 176 B2.000    | 70x72                  | 1108             | 9,6:1                    | iniezione elettronica single point Bosch Mono-Motronic MA1.7 | elettronica senza contatti, integrata con l'iniezione | convertitore catalico a tre vie con sonda lambda e sistema di recupero dei vapori del carburante (Euro 2)                                          | Benzina senza piombo | 40 (54)/5500                | 85/3250                       | 155                     | 15,5                 |
| Y10 AVENUE      |                                              | 1995             | 176 B2.000    | 70x72                  | 1108             | 9,6:1                    | iniezione elettronica single point Bosch Mono-Motronic MA1.7 | elettronica senza contatti, integrata con l'iniezione | convertitore catalico a tre vie con sonda lambda e sistema di recupero dei vapori del carburante (Euro 2)                                          | Benzina senza piombo | 40 (54)/5500                | 85/3250                       | 155                     | 15,5                 |
| Y10 ville       | cambio automatico a variazione continua ECVT | 1995             | 176 B2.000    | 70x72                  | 1108             | 9,6:1                    | iniezione elettronica single point Bosch Mono-Motronic MA1.7 | elettronica senza contatti, integrata con l'iniezione | convertitore catalico a tre vie con sonda lambda e sistema di recupero dei vapori del carburante (Euro 2)                                          | Benzina senza piombo | 40 (54)/5500                | 85/3250                       | 150                     | 17,0                 |
| Y10 sestrieres  | trazione integrale inseribile manualmente    | 1995             | 176 B2.000    | 70x72                  | 1108             | 9,6:1                    | iniezione elettronica single point Bosch Mono-Motronic MA1.7 | elettronica senza contatti, integrata con l'iniezione | convertitore catalico a tre vie con sonda lambda e sistema di recupero dei vapori del carburante (Euro 2)                                          | Benzina senza piombo | 40 (54)/5500                | 85/3250                       | 147                     | 18,3                 |

## Produzione
I dati sulla produzione di Y10 sono piuttosto frammentari. La produzione complessiva risulta di oltre un milione di unità (una foto ufficiale diffusa da Lancia-Autobianchi nel Novembre 1993 mostra il milionesimo esemplare uscire dalla catena di montaggio), ma né sul totale, né sui numeri riguardanti le differenti serie o versioni ci sono informazioni univoche. Sul volume II di "Un secolo di auto italiana - Tutti i modelli Lancia del Novecento" alla pagina 309, Quattroruote indica il numero di esemplari prodotti:
- Y10 1985-1992: 667.429 esemplari
- Y10 2ª serie: 1992-1996 942741 esemplari

ossia un totale di: 1.610.170 unità.